# 2021 na televisão brasileira
A seguir há uma lista de eventos relacionados à televisão brasileira em 2021. Os eventos listados incluem estreias, cancelamentos e finais de programas de televisão; lançamento, encerramento e rebrandings de canais; estações locais mudando de afiliação de rede; e informações sobre controvérsias e disputas de carregamento.

## Eventos notáveis

### Janeiro
| Data | Evento |
| ---- | --- |
| 1.º  | Na Rede Globo, Ricardo Villela assume a direção nacional de jornalismo da emissora, substituindo Silvia Faria, no cargo desde 2012, que deixa a emissora para seguir outros projetos. |
| 11   | Em mais uma etapa do processo de extinção dos canais Fox Sports, todos os programas que ainda estavam em produção são extintos, e a grade de programação passa a ser composta apenas por eventos esportivos ao vivo ou reprisados. A emissora também fechou os seus estúdios no Rio de Janeiro, demitindo cerca de 150 funcionários e concentrando suas operações na sede da ESPN Brasil em São Paulo. |
| 12   | A TV Ponta Negra, afiliada ao SBT em Natal, Rio Grande do Norte, anuncia que o Sistema Opinião de Comunicação deixou o comando da emissora após vender a sua participação acionária ao Sistema Ponta Negra de Comunicação, da qual havia adquirido 51% das ações em 2014. |
| 22   | Uma equipe de reportagem da TV Paraíba, afiliada da Rede Globo em Campina Grande, Paraíba, foi assaltada enquanto produzia uma matéria. O repórter Artur Lira e o cinegrafista Damião Tomé estavam se encaminhando para a Central de Polícia Civil, onde fariam uma reportagem sobre uma quadrilha que assaltava bancos, quando um criminoso armado abordou o carro de reportagem onde estavam os jornalistas, roubando itens pessoais como celulares e relógios, e fugiu com a ajuda de um comparsa numa moto. O repórter e o cinegrafista terminaram por registrar um boletim de ocorrência no mesmo local onde fariam a reportagem. |
| 29   | Na RecordTV, Celso Zucatelli deixa a bancada do Fala Brasil. Sérgio Aguiar passa a apresentar interinamente a atração. |

### Fevereiro
| Data  | Evento |
| ----- | --- |
| 5     | O Grupo Bandeirantes de Comunicação (Band e BandSports) adquire os direitos de transmissão da Fórmula 1 com a Liberty Media para o biênio 2021-2022, substituindo o Grupo Globo (Rede Globo e SporTV). A aquisição marca o retorno da categoria na TV aberta para a Band, que havia transmitido as suas provas pela última vez na temporada de 1980. O acordo foi fechado e divulgado oficialmente pela empresa em 9 de fevereiro. |
| 7     | A ESPN transmite o Super Bowl LV. |
| 11    | A RecordTV adquire, pela quantia de R$ 11 milhões, os direitos de transmissão em TV aberta do Campeonato Carioca de Futebol com a FERJ pelo biênio 2021-2022, substituindo a Rede Globo. Com a aquisição, a Record volta a transmitir o torneio pela primeira vez desde 1997, e também volta a exibir um torneio oficial de futebol pela primeira vez desde o fim da Liga dos Campeões da UEFA de 2008–09 – desde então, só foram ao ar pela emissora jogos amistosos ou de torneios de pré-temporada, bem como os torneios contíguos aos Jogos Olímpicos ou Jogos Pan-Americanos. O anúncio oficial foi feito no dia 17 de fevereiro. |
| 11—16 | Devido ao cancelamento das festividades públicas de Carnaval em 2021 por conta do avanço da pandemia de COVID-19, algumas emissoras de televisão planejaram programações especiais para comemorar a data: - A Rede Globo exibe o especial Desfile Nº 1 Brahma, reprisando em cada dia 14 desfiles de escolas de samba antológicos do carnaval de São Paulo e do carnaval do Rio de Janeiro. Localmente, a Rede Bahia exibiu o especial Bahia Folia Em Casa, reunindo artistas do carnaval de Salvador para uma live transmitida pela emissora; - As afiliadas do SBT em Salvador e Recife também fizeram programas especiais. A TV Aratu exibiu uma edição especial do SBT Folia, recebendo artistas do carnaval de Salvador, enquanto a TV Jornal exibiu o O Melhor Carnaval, exibindo matérias especiais e reprisando momentos históricos do carnaval do Recife. |
| 12—17 | A TV Colinas, de Colinas do Tocantins, Tocantins, passa a exibir de maneira clandestina a programação da CNN Brasil, que é um canal de notícias por assinatura. Ao tomar conhecimento da retransmissão ilegal do seu conteúdo por uma emissora de televisão aberta, a CNN Brasil reagiu em nota afirmando que "constatada a irregularidade, serão tomadas as medidas legais cabíveis". Após a denúncia, a emissora eliminou as referências à CNN de suas redes sociais e de sua programação, e passou a retransmitir o sinal da Rede Meio Norte. |
| 13    | A GloboNews afasta o jornalista Heraldo Pereira do comando do Jornal das Dez, após ele testar positivo para COVID-19. Mesmo após se recuperar, Heraldo solicitou à empresa que prolongasse o seu afastamento, em função da subida no número de casos da COVID-19 pelo país, e ele, com 59 anos, já estava próximo da idade de risco da doença. Desde então, Camila Bonfim assumiu interinamente a apresentação do telejornal, em rodízio com os âncoras do canal de notícias baseados no Rio de Janeiro, até o retorno de Heraldo em 15 de março. |
| 15    | A ESPN Brasil retoma a produção de seus programas em estúdio, que havia sido interrompida em 20 de março de 2020 em função do avanço da pandemia, sendo também a última dentre os canais esportivos brasileiros. Ao mesmo tempo, a emissora estreia um novo cenário para o SportsCenter, primeira atração da emissora a ser retomada em estúdio, enquanto as demais atrações seguem provisoriamente sendo apresentadas de maneira remota. |
| 19    | A Rede Anhanguera, afiliada da Rede Globo em Goiás, suspende por tempo indeterminado a produção dos seus telejornais locais no interior do estado devido ao aumento no número de casos da pandemia. As emissoras passam então a repetir integralmente toda a programação gerada pela TV Anhanguera Goiânia. |
| 22    | Na Rede Globo, o Mais Você ganha novo cenário, vinheta de abertura e grafismos. |
| 23    | Um falso alarme de incêndio soou durante alguns segundos nos estúdios da Band em São Paulo, durante a exibição do jornalístico Brasil Urgente. Em nota, a emissora explicou que o incidente foi durante um teste do sistema de detectores de fumaça, que acabou sendo percebido no ar pelos telespectadores. |
| 23    | A RecordTV afasta o apresentador Geraldo Luís do programa A Noite é Nossa, após ele testar positivo para COVID-19. Com o seu afastamento, Luiz Bacci assumiu interinamente a atração, enquanto Geraldo não retornou mais ao programa até o fim da temporada, após complicações do seu estado de saúde. |
| 24    | A NSC TV, afiliada da Rede Globo em Santa Catarina, afasta o jornalista Fabian Londero, âncora do NSC Notícias, após ele testar positivo para COVID-19. A repórter Marina Dalcastagne assumiu interinamente o telejornal, até o retorno de Fabian em 3 de março. Além do afastamento do jornalista, a emissora também suspendeu a produção dos seus telejornais locais no interior do estado devido ao aumento no número de casos da pandemia, e suas emissoras passam então a repetir integralmente toda a programação gerada pela NSC TV Florianópolis até o retorno das atividades em 3 de maio. |
| 26    | A TV Correio (afiliada da RecordTV) e a TV Manaíra (afiliada da Band) de João Pessoa, Paraíba tiveram suas programações prejudicadas devido às chuvas ocorridas na cidade, sendo que a primeira ficou fora do ar entre 8h05 e 11h40, deixando de exibir parte da sua programação local. Essa foi a segunda vez em cerca de um ano que as emissoras locais de João Pessoa tiveram a programação prejudicada por descargas elétricas, após a TV Tambaú e a TV Arapuan passarem pelo mesmo problema em 2020. |
| 26    | Na RecordTV, Salcy Lima deixa a bancada do Fala Brasil. |
| 26    | A ESPN Brasil transmite a 51.ª edição do Prêmio Bola de Prata. |
| 26    | O SporTV, TNT, ESPN Brasil e BandSports transmitem o Prêmio Brasileirão 2020. |
| 28    | A TNT e a TNT Séries transmitem a 78.ª edição dos Prêmios Globo de Ouro. |

### Março
| Data | Evento |
| ---- | --- |
| 1.º  | Na RecordTV, Mariana Godoy e Sérgio Aguiar assumem a bancada do Fala Brasil, substituindo Salcy Lima e Celso Zucatelli. |
| 1.º  | A TNT Sports renova os direitos de transmissão da Liga dos Campeões com a UEFA para o triênio 2021-2023, garantindo os direitos exclusivos na TV por assinatura. O SBT garantiu os direitos de transmissão da TV aberta, anteriormente pertencentes ao Facebook Watch. Os acordos foram fechados e divulgados oficialmente em 6 de abril. |
| 1.º  | A TV Jornal, afiliada do SBT em Recife, Pernambuco apresentou instabilidade em seu sinal entre 17h e 20h, o que prejudicou a sua sintonia em boa parte da Região Metropolitana do Recife. Em comunicado, a emissora explicou que a falha foi motivada por "problemas técnicos", negando ainda que eles pudessem ter sido causados pelas chuvas que caíam na região durante o período de instabilidade. |
| 2    | Em Serra, Espírito Santo, bandidos expulsaram equipes de jornalismo da TV Gazeta (afiliada da Rede Globo) e da TV Tribuna (afiliada do SBT) que realizavam matérias sobre um tiroteio que havia interrompido a circulação do transporte público no bairro Planalto Serrano. Os bandidos ordenaram que as equipes parassem de gravar no local e chegaram a disparar tiros para o alto pra intimidar os repórteres. Em nota, o governador Renato Casagrande repudiou o ocorrido, e informou que estava mobilizando as forças de segurança do estado para identificar e punir os responsáveis. |
| 6    | A RPC Maringá, afiliada da Rede Globo em Maringá, Paraná, foi evacuada após uma ameaça de bomba. O artefato foi pendurado numa árvore em frente à sede da emissora, e foi desarmado por um esquadrão antibombas deslocado da capital Curitiba para atender a ocorrência, e posteriormente levado para detonação num terreno vazio. |
| 7    | A TNT e a TNT Séries transmitem a 26.ª edição dos Prêmios Critics' Choice Movie. |
| 8    | A CNN Brasil decide estender o afastamento preventivo de seus profissionais contra a COVID-19 para grupos a partir de 40 anos, devido ao novo aumento no número de casos da doença no estado de São Paulo, onde a sede da emissora está localizada. A decisão afetou diretamente os âncoras Carla Vilhena (Visão CNN), Daniela Lima, Glória Vanique (ambas do CNN 360°) e Márcio Gomes (CNN Prime Time), que passaram a apresentar de casa os seus respectivos noticiários, contando com o auxílio de apresentadores interinos em estúdio. Após o número de novos casos diminuir, os profissionais começaram a ser reintegrados a partir de 22 de abril.                                                                        |
| 10   | A Roma Cabo deixa de comercializar seus pacotes de TV por assinatura, mantendo apenas os seus planos de banda larga e telefonia fixa. A empresa estabelece uma parceria com a Sky Brasil para transferir parte da sua base de assinantes para outra empacotadora, de acordo com a preferência dos mesmos. O serviço foi descontinuado em 6 de maio. |
| 14   | A TNT e a TNT Séries transmitem a 63.ª edição do Grammy Award. |
| 15   | A RIC Londrina, afiliada da RecordTV em Londrina, Paraná fecha sua sede e coloca todos os funcionários em quarentena, após dez profissionais testarem positivo para COVID-19 e 60% dos colaboradores apresentarem sintomas da doença. A programação da emissora foi assumida temporariamente pela RIC Curitiba, enquanto os estúdios passaram por um processo de limpeza e desinfecção, com os trabalhos sendo retomados em 20 de março. |
| 15   | Uma equipe da TV Serra Dourada, afiliada do SBT em Goiânia, Goiás foi agredida enquanto realizava uma reportagem ao vivo para o Jornal do Meio-Dia sobre uma manifestação contra o decreto de fechamento de atividades comerciais no estado em função do novo aumento no número de casos de COVID-19. Enquanto mostravam um bloqueio feito por manifestantes na Rodovia BR-153, um deles se aproximou do repórter Maycon Leão e do seu cinegrafista e tentou impedir a realização da reportagem, agredindo o cinegrafista e discutindo com o repórter. |
| 16   | Na Rede Globo, ao comentar sobre o fechamento do comércio não essencial durante o período crítico da pandemia de COVID-19, a âncora do Jornal Hoje, Maria Júlia Coutinho, disse que "o choro é livre e não há como reclamar", em relação aos trabalhadores impactados. A fala repercutiu negativamente nas redes sociais e durante a edição do telejornal no dia seguinte, a apresentadora pediu desculpas aos telespectadores e reconheceu que foi uma "expressão infeliz". |
| 17   | A Disney (ESPN Brasil e Fox Sports) renova os direitos de transmissão da Liga Europa com a UEFA para o triênio 2021-2023, garantindo os direitos exclusivos na TV por assinatura. Em 22 de abril, o SBT garantiu os direitos de transmissão da TV aberta, retomando a exibição do torneio 9 anos após a última transmissão, realizada na temporada 2011–12 pela RedeTV!. |
| 18   | Na RecordTV, Adriana Araújo deixa a apresentação do Repórter Record Investigação. |
| 20   | Pouco mais de um mês após ter retomado parte dos seus trabalhos presenciais, a ESPN Brasil volta a colocar seus apresentadores em home office, devido ao novo aumento no número de casos de COVID-19 no Brasil. |
| 23   | Com o novo aumento no número de casos de COVID-19, a Rede Globo volta a interromper por completo as gravações das suas obras de dramaturgia nos Estúdios Globo, mantendo no entanto as gravações de outros programas com os protocolos de segurança que já vinham sendo adotados desde o retorno das atividades em abril de 2020. A emissora retomou as atividades em 19 de abril. |
| 25   | É anunciado que o empresário Douglas Tavolaro vendeu a sua parte na Novus Mídia, empresa controladora da CNN Brasil, deixando o empresário Rubens Menin com o controle total do canal de notícias. Tavolaro também deixa o cargo de CEO da emissora para seguir em outros projetos. |
| 25   | Na RecordTV, Roberto Cabrini reassume a apresentação do Repórter Record Investigação, substituindo Adriana Araújo. |
| 28   | Na Band, o Show do Esporte ganha novo cenário, vinheta de abertura e grafismos. |
| 28   | Na Band, ao comentar como convidado especial para o Show do Esporte sobre a estreia das transmissões de Fórmula 1 no canal, o ex-piloto Nelson Piquet disse estar feliz pela categoria ter ido para a emissora e ter largado "essa Globo lixo", em uma crítica a antiga detentora dos direitos de transmissão. Devido a polêmica causada pelo comentário, a Band apagou os registros em vídeo do mesmo em suas mídias digitais, e manifestou-se em nota afirmando "que a posição dos nossos entrevistados não reflete necessariamente a da emissora", e que em relação a Globo, "reconhece o significativo trabalho feito, como também a qualidade técnica e jornalística, que valorizou e elevou a importância da modalidade". |
| 31   | Com o novo aumento de casos de COVID-19, a RecordTV suspende novamente a produção de Gênesis, após um surto da doença entre integrantes do elenco da telenovela e dos funcionários que trabalham no Casablanca Estúdios no Rio de Janeiro. As gravações foram retomadas em 12 de abril, mesmo com o surto em andamento e a oposição de boa parte do elenco ao retorno das atividades. |

### Abril
| Data | Evento |
| ---- | --- |
| 1.º  | O Governo Federal prorroga a validade do Decreto nº 10.312, de 4 de abril de 2020, estendendo até 31 de dezembro de 2023 o uso da multiprogramação para fins educativos em emissoras de televisão comerciais. |
| 7    | No SBT, Luciano Callegari Júnior reassume a direção do departamento de esportes e eventos da emissora, substituindo Tiago Galassi. |
| 9    | Na RedeTV!, Nelson Rubens e Flávia Noronha deixam a apresentação do TV Fama. |
| 11   | No SBT, o Domingo Legal estreia novo cenário. |
| 12   | A TV Cultura adquire os direitos de transmissão da Fórmula Indy com a IndyCar para a temporada 2021, substituindo a Band. |
| 12   | Na RedeTV!, Alinne Prado, Julio Rocha e Lígia Mendes assumem a apresentação do TV Fama, substituindo Nelson Rubens e Flávia Noronha. O programa também ganha novo cenário, vinheta e grafismos. |
| 16   | Na sede da RecordTV Rio, emissora própria da RecordTV no Rio de Janeiro, a laje de um dos estúdios desaba, deixando 3 funcionários feridos e destruindo a redação e os cenários dos programas da emissora. Após o incidente, a Defesa Civil interditou parte da sede da emissora, e a programação local ficou comprometida, sendo gerada remotamente pela RecordTV São Paulo até a conclusão de cenários provisórios para a retomada dos trabalhos em 20 de abril. |
| 19   | Na CNN Brasil, Renata Afonso assume o cargo de CEO da emissora, substituindo Douglas Tavolaro. |
| 24   | Uma equipe de jornalismo da Rede Cultura do Pará, afiliada da TV Cultura em Belém, Pará foi agredida por apoiadores do presidente Jair Bolsonaro enquanto cobria a sua visita à cidade, na Base Aérea de Belém. O repórter Diogo Puget foi hostilizado e empurrado por um dos apoiadores, tendo que sair do local escoltado pela polícia junto com o cinegrafista Carlos Augusto. |
| 25   | Em parceria com a Claro, a Band realiza a primeira transmissão de uma corrida com o uso da tecnologia 5G na televisão brasileira, durante a etapa de Goiânia da Stock Car Brasil, realizada no Autódromo Internacional Ayrton Senna. |
| 25   | A Rede Globo, TNT e a TNT Séries transmitem a 93.ª edição do Oscar. |
| 26   | No SBT, Darlisson Dutra assume a apresentação do Primeiro Impacto, juntamente com Dudu Camargo e Marcão do Povo. |
| 27   | O repórter Olavo Sampaio, da TV Mirante, afiliada da Rede Globo em São Luís, Maranhão, teve seu celular furtado enquanto realizava reportagens ao vivo para o telejornal Bom Dia Mirante. Com a ajuda da polícia militar, o repórter encontrou o aparelho abandonado e destruído pelo criminoso. |
| 28   | A TV Verdes Mares Cariri, afiliada da Rede Globo em Juazeiro do Norte, Ceará, afasta os âncoras do CETV 1.ª edição, Biana Alencar e Fabiano Rodrigues, após ambos testarem positivo para COVID-19. A exibição do telejornal também foi suspensa por tempo indeterminado, e a emissora passou a repetir o noticiário produzido pela TV Verdes Mares de Fortaleza. |
| 28   | Na TV Cultura, o apresentador do Manhattan Connection, Diogo Mainardi, xingou o entrevistado Kakay ao encerramento do programa exibido naquele dia. Inicialmente, o xingamento foi explicado pelo apresentador Lucas Mendes como um "erro de edição", mas posteriormente ele se retratou e explicou que não havia acontecido edição na fala de Mainardi. Com a repercussão do caso, a TV Cultura informou em nota que não concordava com o ocorrido e já tomou providências junto à Blend, produtora do programa. Em 4 de maio, Mainardi pediu demissão, alegando que a TV Cultura estava fazendo pressão contra a produção do programa para que alguma medida fosse tomada contra ele, e que estava fazendo isso para preservar a imagem da atração. Em solidariedade, o apresentador Pedro Andrade também pediu demissão no dia seguinte, e o Manhattan Connection passou a ser apresentado apenas por Lucas Mendes, Caio Blinder e Ricardo Amorim. |
| 30   | Na CNN Brasil, Glória Vanique deixa a apresentação do CNN 360°. A decisão foi tomada pela direção da emissora, após desentendimentos entre a âncora e a sua parceira no programa, Daniela Lima. |

### Maio
| Data | Evento |
| ---- | --- |
| 5    | Durante uma confusão entre membros do Altos e do Fluminense-PI após partida válida pelo Campeonato Piauiense de Futebol, a jornalista Emanuele Madeira, da TV Clube, afiliada da Rede Globo em Teresina, Piauí, foi agredida por um suposto membro da equipe do Altos, identificado como João Paulo dos Anjos, enquanto registrava imagens da confusão para o portal ge. A jornalista registrou um boletim de ocorrência contra o agressor, enquanto o presidente do Altos, Warton Lacerda, negou que o homem fizesse parte do clube, embora estivesse com o uniforme do staff.         |
| 6    | Na CNN Brasil, durante a exibição do quadro "Liberdade de Opinião" no telejornal CNN Novo Dia, o jornalista Alexandre Garcia permaneceu em silêncio após o questionamento do âncora Rafael Colombo sobre o direito a vida e em seguida falou que não estava sendo entrevistado, sendo encerrada sua participação. Ao fim da entrevista, Garcia disse que não sabe se voltaria no dia seguinte. Em entrevista ao portal UOL, Garcia justificou que havia sido avisado no ponto eletrônico que o tempo de participação estava se esgotando e que tinha apenas um minuto para ficar ao ar. |
| 7    | Na TV Norte Tocantins, afiliada do SBT em Palmas, Tocantins, o apresentador Gerônimo Cardoso teve um acesso de raiva enquanto criticava o deputado federal Tiago Dimas (Solidariedade) por empregar familiares em cargos comissionados na Câmara dos Deputados, destruindo o cenário do seu programa. Após o episódio, a atração passou a ser reprisada pela emissora. |
| 11   | O Multishow transmite ao vivo a missa de sétimo dia em memória do ator Paulo Gustavo, realizada no Cristo Redentor, no Rio de Janeiro. |
| 14   | Na GloboNews, os âncoras Julia Duailibi e Cesar Tralli são respectivamente efetivados no comando do GloboNews Em Ponto e Jornal GloboNews: Edição das 18h, onde vinham substituindo os âncoras José Roberto Burnier e Leilane Neubarth, afastados por estarem no grupo de risco da pandemia de COVID-19 desde 21 de março de 2020. |
| 15   | Na RedeTV!, Julio Rocha deixa a apresentação do TV Fama. |
| 15   | Uma equipe de reportagem da NDTV Joinville, afiliada da RecordTV em Joinville, Santa Catarina foi agredida enquanto tentava registrar imagens de uma briga numa choperia da cidade. O repórter Ronaldo Daros e o cinegrafista Ricardo Alves pararam no local no momento da confusão, e foram agredidos pelos envolvidos, que ainda apedrejaram o carro de reportagem da emissora. |
| 16   | A TNT e a TNT Séries transmitem a 69.ª edição do Miss Universo. |
| 17   | Na CNN Brasil, William Waack reassume o comando do Jornal da CNN presencialmente nos estúdios da emissora, após ficar afastado e apresentar o telejornal de casa por conta da pandemia desde 16 de março de 2020. |
| 23   | O repórter da CNN Brasil, Pedro Duran, foi hostilizado por manifestantes durante um ato político com a presença do presidente Jair Bolsonaro, realizado no Aterro do Flamengo, no Rio de Janeiro. O jornalista e a equipe de reportagem que o acompanhava precisaram ser levados por uma viatura da polícia que estava presente no local por questões de segurança. Além da equipe da CNN, jornalistas de outros veículos de comunicação também foram hostilizados por manifestantes em uma área reservada.                                                                             |
| 23   | A TNT e a TNT Séries transmitem a 32.ª edição do Billboard Music Awards. |
| 27   | Em menos de seis meses no ar, a Loading anuncia a demissão de todos os seus colaboradores, após a Spring Comunicação desistir do projeto por problemas financeiros. A grade de programação passa a ser composta apenas de reprises, além dos animes, doramas e outros enlatados que continuaram sendo exibidos por força contratual. |
| 28   | Um helicóptero de jornalismo da RecordTV Rio, emissora própria da RecordTV foi alvo de tiros enquanto cobria uma operação policial no Morro da Mangueira, no Rio de Janeiro. O piloto da aeronave, Darlan Silva Santana, foi atingido na perna por uma das balas e fez um pouso de emergência em uma área anexa ao Estádio Olímpico Nilton Santos. |

### Junho
| Data    | Evento |
| ------- | --- |
| 1.º     | O Grupo Globo conclui o processo de reorganização administrativa UmaSóGlobo, congregando a Rede Globo, Globosat, Som Livre, Globoplay, Globo.com e Diretoria de Gestão Corporativa (DGCorp) em um único núcleo administrativo. Ao mesmo tempo, o cargo de diretor de Criação e Produção de Conteúdo, ocupado por Carlos Henrique Schroder (que deixa a empresa após 36 anos de trabalho), é extinto, e os diretores dos departamentos de Entretenimento, Jornalismo e Esporte passam a se reportar diretamente ao presidente do grupo, Jorge Nóbrega. |
| 10      | Na RedeTV!, Lígia Mendes deixa a apresentação do TV Fama. |
| 11—11/7 | A Rede Globo, SporTV e Globoplay realizam a cobertura do Campeonato Europeu de Futebol de 2020. |
| 13—10/7 | O SBT, ESPN Brasil e Fox Sports realizam a cobertura da Copa América de 2021. |
| 13      | Na Rede Globo, Tiago Leifert assume interinamente a apresentação do Domingão do Faustão, após Fausto Silva se afastar para o tratamento de uma infecção urinária. No entanto, em 17 de junho, surpreendendo o público e a mídia especializada, a emissora optou por retirar Fausto do comando da atração antes do término do seu contrato, previsto para expirar em dezembro, e efetivar Leifert pelo tempo restante, citando "razões estratégicas e internas" para a decisão. Com a perda do seu titular, o nome Domingão do Faustão foi então, suprimido, em favor de promover exclusivamente o quadro Dança dos Famosos como atração solo, assim como as Videocassetadas.                                       |
| 14      | Na RedeTV!, Augusto Xavier e Millena Machado assumem a bancada do RedeTV! News, encerrando o rodízio de âncoras nas vagas deixadas por Boris Casoy e Mariana Godoy em 2020. |
| 21      | Durante um evento do Governo Federal em Guaratinguetá, São Paulo, o presidente Jair Bolsonaro hostilizou a repórter Laurene Santos, da TV Vanguarda, afiliada da Rede Globo, após ser indagado sobre o fato de não estar utilizando máscara. Completamente irritado, Bolsonaro criticou a pergunta, xingando a emissora e ordenando que a repórter ficasse calada. Antes da pergunta, Bolsonaro também havia criticado a cobertura feita pela CNN Brasil às manifestações realizadas contra o seu governo dois dias antes. A Globo e a CNN Brasil repudiaram a atitude do presidente e solidarizaram-se com a repórter em notas lidas nos seus telejornais, assim como diversas associações de imprensa pelo país. |
| 25      | O presidente Jair Bolsonaro volta a hostilizar jornalistas durante uma entrevista na inauguração de um centro tecnológico em Sorocaba, São Paulo. Ao ser indagado pela repórter Adriana de Luca, da CNN Brasil, sobre as suspeitas de fraude na negociação para a compra de vacinas, o presidente disse para a repórter parar "de fazer perguntas idiotas". O ocorrido foi exibido ao vivo, pelo Live CNN, onde os apresentadores chegaram a interromper por duas vezes a fala do presidente após ele começar a defender o uso de medicamentos contraindicados por especialistas para "tratamento precoce" da COVID-19.                                                                                            |
| 26      | A TV Globo Nordeste e as afiliadas da Rede Globo na região Nordeste exibem o especial São João do Nordeste, que devido a continuidade da pandemia de COVID-19, tem novamente uma edição especial reunindo artistas ou grupos musicais de cada estado para uma apresentação exclusiva. |
| 28      | A maior parte das redes de televisão, canais de notícias e emissoras baseadas no Distrito Federal e Goiás cancela ou modifica atrações da grade de programação para providenciar cobertura jornalística sobre a captura e morte do assassino em série Lázaro Barbosa de Sousa, em Águas Lindas de Goiás, através do aumento de duração dos seus telejornais ou boletins/plantões jornalísticos. |
| 28      | Na RedeTV!, Marcelo Zangrandi e Flávia Viana assumem a apresentação do TV Fama ao lado de Alinne Prado, substituindo Julio Rocha e Lígia Mendes. |

### Julho
| Data   | Evento |
| ------ | --- |
| 2      | Na GloboNews, Heraldo Pereira deixa a bancada do Jornal das Dez. |
| 4      | Na RecordTV, Marcos Hummel reassume definitivamente o comando do Câmera Record, após seu período de afastamento por conta da pandemia. |
| 5      | Na Rede Globo, o Hora Um da Notícia ganha novo cenário, vinheta de abertura e grafismos. |
| 5      | Na Rede Globo, Chico Pinheiro reassume o comando do Bom Dia Brasil ao lado de Ana Paula Araújo, após ficar afastado por conta da pandemia desde 21 de março de 2020. |
| 5      | A Rede Globo afasta Ana Maria Braga do comando do Mais Você, após a apresentadora testar positivo para COVID-19. Com o seu afastamento, o programa foi assumido interinamente por Fabrício Battaglini e Talitha Morete, até o retorno de Ana em 19 de julho. |
| 5      | Na GloboNews, Aline Midlej assume a bancada do Jornal das Dez, substituindo Heraldo Pereira. |
| 18     | Na RecordTV, Adriane Galisteu assume interinamente a apresentação do Hora do Faro, após o titular Rodrigo Faro ser afastado depois de testar positivo para COVID-19 em 2 de julho. |
| 19     | Na Record News, Augusto Nunes e Camila Busnello assumem a bancada do Jornal da Record News, substituindo Gustavo Toledo. No entanto, Nunes só ficou no comando do telejornal por apenas dois dias, deixando a Record News para cuidar de problemas pessoais, e em 21 de julho, Gustavo Toledo retornou ao noticiário ao lado de Camila Busnello.                                                                         |
| 21—8/8 | A Rede Globo, SporTV, Combate, BandSports e Globoplay realizam a cobertura dos Jogos Olímpicos de Verão de 2020. |
| 21     | A AT&T anuncia a venda da Vrio Corp., controladora da operadora Sky Brasil e do serviço de IPTV DirecTV Go, para o Grupo Werthein, permanecendo apenas com seus ativos de mídia vinculados à WarnerMedia no Brasil e em outros países da América Latina. A venda foi concluída em 16 de novembro. |
| 21     | Uma equipe de reportagem da EPTV, afiliada da Rede Globo em Campinas, São Paulo, foi agredida enquanto produzia uma matéria sobre um atropelamento ocorrido na Rodovia Santos Dumont, em Indaiatuba. Os familiares das vítimas agrediram o repórter Pedro Torres e quebraram a câmera do cinegrafista Alexandre de Jesus, e ambos registraram um boletim de ocorrência por lesão corporal em uma delegacia do município. |
| 24     | A Rede Globo dá ínicio às gravações do talent show The Masked Singer Brasil, voltando a partir daí a contar com a presença de plateia em seus programas pela primeira vez desde o início da pandemia de COVID-19. Para participar, os 240 convidados precisaram apresentar comprovantes de vacinação e serem testados com um exame PCR dois dias antes das gravações serem realizadas.                                   |

### Agosto
| Data    | Evento |
| ------- | --- |
| 8       | Em comemoração aos seus 40 anos, o SBT exibiu, dentro do Programa Silvio Santos, um documentário especial sobre a trajetória do apresentador e proprietário da emissora, Silvio Santos, com a apresentação de Marília Gabriela e depoimentos de vários artistas, personalidades da televisão e funcionários do canal. O documentário havia sido produzido e dirigido por Leonor Corrêa no ano de 2015, e encontrava-se engavetado pelo SBT desde então a pedido de Silvio, por este considerar que a obra seria uma forma desnecessária de autopromoção. O documentário foi exibido novamente no dia do aniversário da emissora, em 19 de agosto. |
| 9       | Pela segunda vez, a ESPN Brasil retoma a produção dos seus programas em estúdio, após o avanço da vacinação e a consequente diminuição do número de casos de COVID-19. |
| 9       | Na RecordTV, Celso Freitas reassume definitivamente o comando do Jornal da Record ao lado de Christina Lemos, após seu período de afastamento por conta da pandemia. |
| 16      | A TV Cultura anuncia a transmissão da Liga Europa, após sublicenciar os direitos em TV aberta com o SBT pelas próximas três temporadas. O acordo permite a transmissão de 14 jogos por rodada até a final. |
| 23      | A Rede Globo e a Unesco promovem a 36.ª edição do Criança Esperança. |
| 24—5/9  | A Rede Globo, TV Brasil, SporTV e Globoplay realizam a cobertura dos Jogos Paralímpicos de Verão de 2020. |
| 28      | Na Rede Globo, Luciano Huck deixa o comando do Caldeirão do Huck. |
| 31—15/9 | Após assembleia sindical, os radialistas e jornalistas da RedeTV! em São Paulo deflagram uma greve por tempo indeterminado, para exigir um reajuste salarial de 18,72% em seus honorários, o que não ocorre desde o ano de 2018. Após um acordo entre a emissora e o Tribunal Regional do Trabalho da 2ª Região, os grevistas suspenderam o movimento em 15 de setembro, para retomar as negociações. |

### Setembro
| Data | Evento |
| ---- | --- |
| 4    | Na Rede Globo, Marcos Mion assume o Caldeirão, substituindo Luciano Huck. |
| 5    | Na Rede Globo, Luciano Huck assume o Domingão com Huck, substituindo Fausto Silva. |
| 19   | Na Rede Globo, o Fantástico ganha nova vinheta de abertura e grafismos. |
| 20   | O presidente Jair Bolsonaro sanciona a Lei nº 14.205, de 17 de setembro de 2021, alterando o artigo 42-A da Lei Pelé. A alteração autoriza os clubes de futebol a negociarem os direitos de transmissão dos seus mandos de campo livremente para televisão e internet, com exceção daqueles que foram negociados antes da existência da lei, bem como a transmissão por meios próprios, sem anuência prévia do clube adversário. Nesta última, a antiga regra continua a valer apenas quando não houver mando de campo definido.                                                                                       |
| 20   | A Band afasta o comentarista Denílson do Jogo Aberto, após ele testar positivo para COVID-19. Com o seu afastamento, Ronaldo Giovanelli passou a ocupar interinamente o posto de comentarista do programa, até o retorno de Denílson em 27 de setembro. |
| 20   | A Rede Globo afasta o apresentador Alex Escobar do comando do Globo Esporte, após ele testar positivo para COVID-19. Com o seu afastamento, Tiago Medeiros assumiu interinamente o programa, até o retorno de Escobar em 27 de setembro. |
| 21   | A sede da NSC TV, afiliada da Rede Globo em Florianópolis, Santa Catarina é assaltada por uma quadrilha. Os assaltantes estavam usando máscaras e capuzes, de modo que não era possível identificá-los, e driblaram a segurança ao entrar por uma lateral do edifício. A ação criminosa ocorreu durante a madrugada, quando não haviam funcionários no prédio, e resultou no roubo de seis televisores. |
| 24   | A RecordTV adquire os direitos de transmissão em TV aberta do Campeonato Paulista de Futebol com a FPF pelo quadriênio 2022-2025, substituindo a Rede Globo. Com a aquisição, a Record volta a transmitir o torneio pela primeira vez desde a temporada de 2006. |
| 24   | A CNN Brasil demite o jornalista Alexandre Garcia, após um comentário feito por ele no quadro "Liberdade de Opinião", do telejornal CNN Novo Dia, onde defendeu novamente o "tratamento precoce" de pacientes contra a COVID-19 ao falar sobre o polêmico caso envolvendo a empresa de assistência médica Prevent Senior. |
| 25   | A RecordTV expulsa Nego do Borel da 13.ª temporada do reality show A Fazenda, após as suspeitas de que o cantor teria estuprado a modelo Dayane Mello durante o confinamento. Após as denúncias, a Polícia Civil do Estado de São Paulo também decidiu abrir uma investigação para apurar o caso. |
| 26   | Na Band, Lívia Nepomuceno assume a apresentação do Terceiro Tempo ao lado de Milton Neves, substituindo Larissa Erthal, que apresentava o programa e estava de licença-maternidade. |
| 26   | Na RedeTV!, Tatola Godas, Dennys Motta, Ricardinho Mendonça e Ângelo Campos deixam a apresentação do Encrenca. |
| 28   | A WarnerMedia Latin America anuncia que irá deixar as transmissões do Campeonato Brasileiro de Futebol realizadas através do bloco TNT Sports ao fim da temporada de 2021, exercendo uma cláusula do contrato que havia sido firmado com os clubes até 2024. Em nota oficial, o grupo afirma que a decisão havia sido tomada "porque a oferta de transmissão fragmentada do Campeonato Brasileiro de Futebol não permite à companhia proporcionar uma experiência integral aos seus assinantes", e que o modelo fragmentado pelos quais os direitos de transmissão foram negociados se mostrou insustentável.          |
| 28   | O cinegrafista Rodrigo Marques, da RIC Londrina, afiliada da RecordTV em Londrina, Paraná, foi agredido por um motorista enquanto registrava imagens de um acidente provocado por ele. O homem identificado como João Coloniezi estava embriagado e havia atropelado duas pessoas numa moto com o seu carro. Ao ser filmado, João partiu para cima de Rodrigo, derrubando-o na tentativa de roubar sua câmera, que em seguida é jogada no chão enquanto ele era contido por outras pessoas. O cinegrafista acabou deslocando o ombro com a queda, enquanto João foi preso em flagrante pela Polícia Militar do Paraná. |

### Outubro
| Data  | Evento |
| ----- | --- |
| 1.º   | O Tribunal de Justiça do Estado de Roraima ordena a prisão preventiva do deputado estadual Jalser Renier (Solidariedade), que é apontado como mandante do sequestro do jornalista Romano dos Anjos, apresentador do programa Mete Bronca, na TV Imperial, afiliada da RecordTV em Boa Vista, Roraima, ocorrido em 26 de outubro de 2020. A prisão do deputado ocorre três semanas após seis funcionários do seu gabinete parlamentar (sendo cinco deles ex-policiais militares) serem presos por suas participações no sequestro do jornalista. |
| 3     | No SBT, Patrícia Abravanel assume interinamente a apresentação do Programa Silvio Santos, devido ao afastamento de seu pai, Silvio Santos, para prevenir-se da COVID-19. |
| 3     | Na RedeTV!, Júlio Cocielo, Victor Sarro, Viny Vieira, Fernanda Keulla e Caio Pericinoto assumem a apresentação do Encrenca. |
| 4     | Na RedeTV!, o RedeTV! News ganha novo cenário, vinheta de abertura e grafismos. |
| 12    | O cinegrafista Leandro Matozo, da GloboNews, foi agredido por um homem identificado como Gustavo Milsoni, enquanto trabalhava na cobertura do feriado de Nossa Senhora Aparecida, em Aparecida, São Paulo. O homem se aproximou de Leandro e do repórter Victor Ferreira, e após dirigir xingamentos à equipe, deu uma cabeçada no nariz do cinegrafista, que ficou sangrando. Apesar de haverem policiais militares patrulhando a área externa da catedral, onde o incidente ocorreu, os agentes explicaram que não poderiam deter Gustavo para não "prender a viatura", e o agressor foi liberado. |
| 18    | Na ESPN Brasil, Paulo Soares e Antero Greco reassumem o comando da edição das 23h do SportsCenter, após ficarem afastados por conta da pandemia desde 20 de março de 2020. |
| 21    | No SBT, durante uma das esquetes de A Praça É Nossa, a humorista Mhel Marrer fez uma série de comentários pejorativos sobre o município de Praia Grande, São Paulo, que causaram repúdio da prefeitura e dos moradores locais. Com a repercussão do caso, no programa seguinte, exibido em 28 de outubro, o apresentador Carlos Alberto de Nóbrega pediu desculpas pelas piadas, afirmando que "se aconteceu algum excesso que, eventualmente, tenha incomodado algum telespectador, fica nossa profunda solidariedade". |
| 22—23 | O SBT promove a 24.ª edição do Teleton, em prol da AACD. |
| 23    | Na Rede Globo, Cissa Guimarães deixa a apresentação do É de Casa. |
| 26    | Na Rede Globo, Maria Júlia Coutinho deixa a bancada do Jornal Hoje. Com a sua saída, Alan Severiano assume interinamente a apresentação do telejornal até 29 de outubro. |
| 30    | Na Rede Globo, César Tralli assume a bancada do Jornal Hoje, substituindo Maria Júlia Coutinho. |
| 31    | Durante a cobertura da 16.ª reunião de cúpula do G20 em Roma, Itália, seguranças do presidente Jair Bolsonaro agrediram os repórteres Leonardo Monteiro da Rede Globo e Jamil Chade do portal UOL, no momento em que ele deixava a embaixada brasileira para um passeio. Monteiro foi hostilizado por Bolsonaro ao perguntar sobre a sua ausência no encontro com os outros líderes do G20, levando em seguida um soco de um dos seguranças, enquanto Chade teve o braço torcido enquanto tentava filmar a agressão, tendo seu celular roubado e depois jogado fora por outro segurança. Momentos antes, uma produtora que acompanhava a equipe da Globo foi intimidada por apoiadores do presidente, sendo acolhida por uma equipe da BBC que também estava no local. |

### Novembro
| Data | Evento |
| ---- | --- |
| 1.º  | A WarnerMedia Latin America (TNT Sports) adquire os direitos de transmissão em streaming do Campeonato Paulista de Futebol com a FPF pelo quadriênio 2022-2025, para a exibição das partidas através do HBO Max. |
| 5—7  | A maior parte das redes de televisão e canais de notícias do Brasil, além de emissoras baseadas em Goiânia, Goiás cancelam ou alteram parte de suas programações regulares para providenciar cobertura jornalística sobre o acidente aéreo que matou a cantora Marília Mendonça, bem como o velório da artista e sua repercussão. A cobertura prosseguiu sem grandes alterações nas programações depois de 7 de novembro.                                                                                  |
| 8    | Um helicóptero de jornalismo da TV Globo Minas, emissora própria da Rede Globo em Belo Horizonte, Minas Gerais, realizou um pouso forçado num campo de futebol do bairro Antônio Teixeira Dias, após problemas mecânicos. A aterrisagem quebrou a cauda da aeronave e seus ocupantes, o piloto Dudu Barbatti, o cinegrafista Cleiner Moraes e a repórter Cláudia Mourão, saíram sem ferimentos graves, embora Cleiner e Cláudia tiveram atendimento médico após reclamarem de dores causadas pelo impacto. |
| 9    | Na Rede Globo, André Marques assume a apresentação da 10.ª temporada do The Voice Brasil, substituindo Tiago Leifert. |
| 10   | O SporTV estreia nova identidade visual. |
| 14   | Na Rede Globo, Tadeu Schmidt deixa a apresentação do Fantástico. |
| 21   | A TV Cultura exibe a 19.ª edição do Troféu Raça Negra. |
| 21   | Na Rede Globo, Maria Júlia Coutinho assume a apresentação do Fantástico ao lado de Poliana Abritta, substituindo Tadeu Schmidt. |
| 28   | A TV Cultura transmite a 20.ª edição do Grande Prêmio do Cinema Brasileiro. |

### Dezembro
| Data | Evento |
| ---- | --- |
| 1.º  | A TV Globo estreia nova identidade visual. |
| 1.º  | Na TV Globo, o Jornal da Globo ganha nova identidade visual. |
| 2    | Na TV Globo, o Globo Esporte ganha nova identidade visual. |
| 10   | A ESPN Brasil transmite a 52.ª edição do Prêmio Bola de Prata. |
| 10   | O SporTV e a TNT transmitem o Prêmio Brasileirão 2021. |
| 12   | Os repórteres Camila Marinho e Clériston Santana da TV Bahia, afiliada da TV Globo, e Xico Lopes e Dário Cerqueira, da TV Aratu, afiliada do SBT, foram agredidos por seguranças e apoiadores do presidente Jair Bolsonaro enquanto cobriam a sua visita ao município de Itamaraju, Bahia, por conta da operação contra as inundações causadas pelas fortes chuvas no sul do estado. Dentre os agressores, estava também o secretário de obras do município, Antonio Charbel, que chegou a tomar os microfones das mãos dos repórteres durante a confusão. |
| 20   | Em virtude dos protocolos de segurança adotados contra a COVID-19, a TV Globo eliminou os participantes Lysa Ngaca, Dielle Anjos e Carlos Filho da décima temporada do talent show The Voice Brasil. O anúncio oficial foi feito pelo apresentador André Marques durante a semifinal da temporada. Os candidatos foram substituídos por outros eliminados na fase anterior. |
| 23   | A TV Cultura realiza a primeira transmissão aberta da América Latina com o uso da tecnologia sonora Dolby Atmos, durante a exibição do especial Auto do Brasil. |
| 31   | A TV Gazeta e a TV Globo exibem a 96.ª edição da Corrida Internacional de São Silvestre. |
| 31   | As principais emissoras de TV do Brasil transmitem o sorteio da Mega da Virada. |
| 31   | Após 18 anos, a Band encerra o arrendamento de parte da sua programação no horário nobre para a Igreja Internacional da Graça de Deus, com vistas a acomodar as novas atrações previstas para o ano de 2022, retornando apenas três anos depois. |
| 31   | As emissoras de TV realizam a cobertura dos festejos do Ano Novo, sendo que: - A TV Globo exibe o Show da Virada, com a cobertura do réveillon de Copacabana. Algumas afiliadas e filiais pelo Brasil transmitem flashes cobrindo as festas em suas respectivas localidades. - A GloboNews transmite o réveillon de Copacabana. |

## Programas

### Janeiro
- 1.º de janeiro — Termina a 7.ª temporada do The Noite com Danilo Gentili no SBT.
- 2 de janeiro — Reestreia da 5.ª temporada de Bates Motel na RecordTV.
- 4 de janeiro
  - Estreia Era uma Vez... no Viva.[195][196]
  - Estreia Chapa Quente no Viva.[196]
  - Estreia da 5.ª temporada de Chicago P.D.: Distrito 21 na RecordTV.
  - Estreia Caçadora de Relíquias na Band.[197]
- 5 de janeiro — Estreia Carga Pesada no Viva.[198]
- 6 de janeiro — Estreia As Brasileiras no Viva.[196]
- 7 de janeiro
  - Estreia da temporada 2021 do Repórter Record Investigação na RecordTV.[199]
  - Estreia Zeca Pelo Brasil na Band.[200]
  - Estreia da 5.ª temporada de Chicago Med: Atendimento de Emergência na RecordTV.
- 8 de janeiro
  - Termina Fox Sports Rádio no Fox Sports.[2]
  - Termina Cidadão Brasileiro na Rede Família.
  - Termina Tarde Redonda no Fox Sports.[2]
- 9 de janeiro
  - Termina Expediente Futebol no Fox Sports.[2]
  - Termina Debate Final no Fox Sports.[2]
  - Estreia O Relógio da Aventura no Viva.[196]
  - Estreia Terra dos Meninos Pelados no Viva.[196]
- 10 de janeiro
  - Termina a 6.ª temporada da Escolinha do Professor Raimundo na Rede Globo.[201]
  - Termina Rodada Fox no Fox Sports.[2]
  - Estreia Mister Brau no GNT.[202]
- 11 de janeiro
  - Estreia A Cor do Poder na Rede Globo.[203]
  - Estreia Marcas da Paixão na Rede Família.[204]
- 12 de janeiro — Estreia Shippados na Rede Globo.[205]
- 15 de janeiro — Termina A Cor do Poder na Rede Globo.[203]
- 17 de janeiro
  - Estreia da 1.ª temporada do The Voice + na Rede Globo.[206]
  - O bloco Esporte Interativo passa a se chamar TNT Sports na TNT e no Space.[207][208]
- 18 de janeiro
  - Termina Amor sem Igual na RecordTV.
  - Estreia Carcereiros: Noite Sem Fim na Rede Globo.[200]
- 19 de janeiro — Estreia Gênesis na RecordTV.[209]
- 20 de janeiro
  - Estreia Manhattan Connection na TV Cultura.[210]
  - Estreia da 1.ª temporada de A Noite é Nossa na RecordTV.[211]
- 22 de janeiro
  - Termina a 25.ª temporada de Malhação na Rede Globo.
  - Termina Carcereiros: Noite Sem Fim na Rede Globo.[200]
  - Estreia Nickelodeon Além do Filtro na Nickelodeon.[212]
- 25 de janeiro
  - Reestreia da 22.ª temporada de Malhação na Rede Globo.[213]
  - Estreia da 21.ª temporada do Big Brother Brasil na Rede Globo.[214]
- 26 de janeiro — Termina Jesus na RecordTV.
- 27 de janeiro — Reestreia Topíssima na RecordTV.[215]
- 28 de janeiro — Estreia Linhas Cruzadas na TV Cultura.[216]
- 29 de janeiro — Termina Shippados na Rede Globo.[205]
- 30 de janeiro
  - Termina O Relógio da Aventura no Viva.
  - Termina Terra dos Meninos Pelados no Viva.
  - Termina Máquina da Fama no SBT.[217]
  - Termina a 5.ª temporada de Bates Motel na RecordTV.
  - Termina Arqueiro no SBT.
- 31 de janeiro — Reestreia da 6.ª temporada de Chicago Fire: Heróis contra o Fogo na RecordTV.

### Fevereiro
- 1.º de fevereiro
  - Estreia Diálogos: Qual caminho seguir? na TV Aparecida.[218]
  - Estreia Igreja em Saída – A Igreja no Brasil na TV Aparecida.[218]
  - Reestreia Esporte Total na Band.[219]
- 2 de fevereiro — Estreia Todas as Mulheres do Mundo na Rede Globo.[220][213]
- 3 de fevereiro — Estreia Jornada Bíblica na TV Aparecida.[218]
- 4 de fevereiro — Estreia da 1.ª temporada de Arcanjo Renegado na Rede Globo.[213]
- 5 de fevereiro
  - Estreia da temporada 2021 do Globo Repórter na Rede Globo.[221]
  - Termina a 6.ª temporada de Vai que Cola na Rede Globo.[222]
- 6 de fevereiro
  - Estreia O Menino que Engoliu o Sol na TV Cultura.[223]
  - Termina Ritmo Brasil na RedeTV!.[224]
  - Estreia Clara e o Chuveiro do Tempo no Viva.[225]
  - Estreia O Pequeno Alquimista no Viva.[225]
  - Reestreia Sobrenatural no SBT.
- 7 de fevereiro — Termina Anos Dourados no Viva.
- 8 de fevereiro
  - Reestreia Fofocalizando no SBT.[226]
  - Estreia Amores Verdadeiros no SBT.[227]
  - Estreia O Grande Debate – Investimentos na CNN Brasil.[228]
  - Estreia da 5.ª temporada de Conversa com Bial na Rede Globo.[213]
- 9 de fevereiro — Reestreia da 2.ª temporada de Pesadelo na Cozinha na Band.[229]
- 14 de fevereiro — Reestreia Cinquentinha no Viva.[230]
- 20 de fevereiro
  - Termina Triturando no SBT.[231]
  - Estreia Bake Off Celebridades no SBT.[232]
- 22 de fevereiro
  - Termina Quando me Apaixono no SBT.[233]
  - Estreia da 8.ª temporada do The Noite com Danilo Gentili no SBT.[234]
- 23 de fevereiro — Estreia da temporada 2021 do Profissão Repórter na Rede Globo.[221]
- 27 de fevereiro
  - Estreia Lassie no SBT.[231]
  - Estreia As Aventuras de Rin Tin Tin no SBT.[231]
  - Termina Flor do Caribe na Rede Globo.
  - Termina Clara e o Chuveiro do Tempo no Viva.
  - Termina O Pequeno Alquimista no Viva.
- 28 de fevereiro — Termina Acelerados no SBT.[235]

### Março
- 1.º de março
  - Estreia Sítio do Picapau Amarelo no Viva.[236]
  - Reestreia Flora Encantada no Viva.
  - Reestreia A Vida da Gente na Rede Globo.[237]
- 3 de março — Estreia Em Nome de Deus na Rede Globo.[238]
- 5 de março — Estreia Dani-se no GNT.[239]
- 6 de março — Se Joga tem a exibição retomada na Rede Globo.[240]
- 7 de março — Estreia Acusado: Culpado ou Inocente? no SBT.[241]
- 8 de março
  - Reestreia Belaventura na RecordTV.[242]
  - A Rede Globo exibe o especial Falas Femininas.[243]
- 13 de março — Termina A Força do Querer na Rede Globo.[244]
- 15 de março — Amor de Mãe tem a exibição retomada na Rede Globo.[244][245]
- 16 de março — Termina Escrava Mãe na RecordTV.
- 17 de março — Termina Em Nome de Deus na Rede Globo.[238]
- 19 de março — Termina Música na Band na Band.[246]
- 20 de março — Termina Haja Coração na Rede Globo.[245]
- 22 de março — Estreia Vem Pra Cá no SBT.[247]
- 23 de março
  - Estreia da 3.ª temporada de Que História É Essa Porchat? no GNT.[248]
  - Termina a 2.ª temporada de Pesadelo na Cozinha na Band.[229]
- 24 de março
  - Estreia Posso Explicar no National Geographic.[249]
  - A TV Cultura exibe o especial Nicette em 3 Atos.[250]
- 27 de março — Reestreia Band Esporte Clube na Band.[251]
- 29 de março — Reestreia Ti Ti Ti no Vale a Pena Ver de Novo na Rede Globo.[252][245]
- 30 de março — Estreia da 3.ª temporada de Pesadelo na Cozinha na Band.[229]

### Abril
- 2 de abril
  - Termina Laços de Família no Vale a Pena Ver de Novo na Rede Globo.[245]
  - Estreia da 1.ª temporada de House na Band.[246]
- 4 de abril
  - Termina a 1.ª temporada do The Voice + na Rede Globo.[206]
  - Termina Cinquentinha no Viva.
- 5 de abril
  - Estreia Repórter Nacional na TV Brasil.[253]
  - Estreia Plantão BBB na Rede Globo.[254]
  - Estreia Tarde Top na RBTV.[255]
  - Estreia Os Dez Mandamentos na TV Brasil.[256]
  - Reestreia Sem Censura na TV Brasil.[257]
- 6 de abril
  - Estreia Luar do Sertão na TV Aparecida.[258]
  - Termina Luciana by Night na RedeTV!.[259]
- 7 de abril
  - Estreia da 3.ª temporada de Revelações Sertanejo na TV Aparecida.[260]
  - Estreia Quarta Show na TV Aparecida.[258]
- 8 de abril
  - Estreia da 7.ª temporada do De Férias com o Ex Brasil na MTV.[261]
  - Termina a 1.ª temporada de Arcanjo Renegado na Rede Globo.
- 9 de abril
  - Termina Nickelodeon Além do Filtro na Nickelodeon.[212]
  - Termina Amor de Mãe na Rede Globo.[244]
  - Estreia Estação Livre na TV Cultura.[262]
  - Estreia da 5.ª temporada de Greg News na HBO Brasil.[263]
- 10 de abril
  - Termina Sassaricando no Viva.
  - Estreia Conectados pela Fé na TV Aparecida.[258]
- 11 de abril
  - Reestreia Sabor da Vida na TV Aparecida.[258]
  - Estreia Sandy & Junior: A História na Rede Globo.[264]
  - Estreia Amorteamo no Viva.
- 12 de abril
  - Estreia O Salvador da Pátria no Viva.[265]
  - Reestreia Império na Rede Globo.[266]
  - Estreia Foi Mau na RedeTV!.[267][268]
  - Estreia Desvendando Cozinhas na RedeTV!.[268]
- 13 de abril — Estreia Me Poupe! Show na RedeTV!.[269][268]
- 15 de abril
  - Estreia Agora com Lacombe na RedeTV!.[268]
  - Estreia da 3.ª temporada de The Good Doctor: O Bom Doutor na Rede Globo.[270]
  - Estreia Bem Juntinhos no GNT.[271]
- 17 de abril
  - Termina Bake Off Celebridades no SBT.
  - Termina Mulheres Apaixonadas no Viva.
- 19 de abril
  - Estreia Da Cor do Pecado no Viva.[265]
  - A Rede Globo exibe o especial Falas da Terra.[272]
- 20 de abril
  - Termina a 3.ª temporada de Pesadelo na Cozinha na Band.[229]
  - Termina Trace Trends na RedeTV!.
  - Termina Todas as Mulheres do Mundo na Rede Globo.
- 24 de abril
  - Estreia da 1.ª temporada de Mestres da Sabotagem no SBT.[273]
  - Termina Law & Order: Investigação Especial na Band.[274]
  - Termina Sobrenatural no SBT.
- 25 de abril
  - Estreia da 3.ª temporada de Canta Comigo na RecordTV.[275]
  - Termina a 6.ª temporada de Chicago Fire: Heróis contra o Fogo na RecordTV.
- 26 de abril — Estreia O Piano Mágico da Ju na TV Cultura.[276]
- 27 de abril — Estreia da 2.ª temporada do Minha Receita na Band.[277]
- 28 de abril — Termina As Brasileiras no Viva.

### Maio
- 1.º de maio
  - Estreia The Blacklist na Band.[274]
  - Reestreia da 7.ª temporada de Chicago Fire: Heróis contra o Fogo na RecordTV.
  - Reestreia Arqueiro no SBT.
- 3 de maio
  - No SBT, Triturando volta a ser exibido por apenas um dia.[278]
  - Reestreia Sessão Aventura na Rede Globo.[279]
- 4 de maio
  - Estreia da 16.ª temporada de Malhação no Viva.[280]
  - Termina Plantão BBB na Rede Globo.[254]
  - Termina a 21.ª temporada do Big Brother Brasil na Rede Globo.[214]
  - A Rede Globo reexibe o especial 220 Volts, exibido originalmente em 22 de dezembro de 2020, em homenagem ao ator Paulo Gustavo que faleceu no mesmo dia.[281]
- 5 de maio
  - Estreia Doce de Mãe no Viva.
  - Estreia da 2.ª temporada de Se Sobreviver, Case! no Multishow.[282]
  - Estreia CNN Sinais Vitais na CNN Brasil.[283]
  - Termina a 1.ª temporada de A Noite é Nossa na RecordTV.[284]
  - A Rede Globo exibe no Cinema Especial o filme Minha Mãe É uma Peça 3, em homenagem ao ator Paulo Gustavo que faleceu no dia anterior.[281]
- 6 de maio
  - Estreia Modo Mãe na GNT.[285]
  - Termina a temporada 2021 do Repórter Record Investigação na RecordTV.[286]
  - Estreia da 3.ª temporada de Mestre do Sabor na Rede Globo.[287]
  - Termina a 5.ª temporada de Chicago Med: Atendimento de Emergência na RecordTV.
- 7 de maio — Termina Sessão Aventura na Rede Globo.[279]
- 8 de maio
  - Estreia CNN Viagem & Gastronomia na CNN Brasil.[288]
  - Estreia da 7.ª temporada de Vai que Cola na Rede Globo.[289]
  - A Rede Globo exibe o especial BBB - Dia 101.[290]
- 9 de maio
  - Estreia da 5.ª temporada de Power Couple na RecordTV.[291]
  - Termina Amorteamo no Viva.
- 10 de maio — Estreia da 1.ª temporada de Galera FC na TNT.[292]
- 11 de maio
  - Estreia da 1.ª temporada do Big Brother Brasil no Viva.[293]
  - Estreia da 5.ª temporada de No Limite na Rede Globo.[294]
  - Estreia HERvolution na RedeTV!.[295][268]
- 13 de maio — Estreia No Gás do Just Dance no Multishow.[296]
- 16 de maio — Reestreia Dalva e Herivelto: uma Canção de Amor no Viva.[297]
- 17 de maio
  - Reestreia Prova de Amor na RecordTV.[298]
  - Estreia Escola de Gênios na TV Cultura.[299]
  - Salve-se Quem Puder tem a exibição retomada na Rede Globo.[300]
  - Termina Floribella na Band.
  - Termina a 5.ª temporada de Chicago P.D.: Distrito 21 na RecordTV.
- 18 de maio — Estreia Nazaré na Band.[301]
- 22 de maio
  - Termina Big Bang: A Teoria no SBT.
  - Estreia Trip Transformadores na TV Cultura.[302]
- 23 de maio — Termina Sandy & Junior: A História na Rede Globo.[264]
- 24 de maio
  - Reestreia Coração Indomável no SBT.[303]
  - Reestreia da 3.ª temporada de Chicago Med: Atendimento de Emergência na RecordTV.
- 27 de maio — Termina Modo Mãe na GNT.[285]
- 28 de maio — Termina a 1.ª temporada de Malhação no Viva.
- 29 de maio — Reestreia Longmire: O Xerife no SBT.
- 30 de maio
  - A Rede Globo exibe o especial Sandy & Júnior: Nossa História.[304]
  - Termina Poder em Foco no SBT.[305]
- 31 de maio
  - Termina Belaventura na RecordTV.[306]
  - Estreia Malhação de Verão no Viva.[280]
  - Estreia Comédia Futebol Clube no Comedy Central.[307]
  - Termina a 1.ª temporada de Galera FC na TNT.[292]

### Junho
- 1.º de junho — Termina a 2.ª temporada de Se Sobreviver, Case! no Multishow.[308]
- 3 de junho
  - Estreia Crianças que Amamos no Viva.[309]
  - Estreia Vou Te Cancelei na GNT.[310]
- 5 de junho
  - Estreia Te Devo Essa! Brasil no SBT.[311]
  - Termina Arqueiro no SBT.
- 6 de junho
  - Estreia da 6.ª temporada do The Voice Kids na Rede Globo.[312]
  - Termina Acusado: Culpado ou Inocente? no SBT.[313]
- 8 de junho — Termina Triunfo do Amor no SBT.[314]
- 12 de junho
  - A Band exibe o especial Dia dos Namorados com Roupa Nova.[99]
  - Reestreia Sobrenatural no SBT.
- 13 de junho
  - Termina Dalva e Herivelto: uma Canção de Amor no Viva.[297]
  - Reestreia Cinema de Graça no SBT.[313]
  - Reestreia Crimes Graves no SBT.[313]
- 17 de junho
  - Estreia Jojo Nove e Meia no Multishow.[315]
  - Termina Vou Te Cancelei na GNT.[310]
- 19 de junho
  - Termina Trip Transformadores na TV Cultura.[302]
  - A TV Cultura exibe o especial Onça, o Grande Felino das Américas.[316]
- 25 de junho
  - Estreia Trace Trends no Multishow.[317]
  - Estreia O Hospital na RecordTV.[318]
- 26 de junho
  - Termina a 1.ª temporada de Mestres da Sabotagem no SBT.
  - Termina a 7.ª temporada de Chicago Fire: Heróis contra o Fogo na RecordTV.
- 27 de junho
  - Termina Acelerados no SBT.[319]
  - Reestreia da 3.ª temporada de Shades of Blue: Segredos Policiais na RecordTV.
- 28 de junho — A Rede Globo exibe o especial Falas de Orgulho.[320]

### Julho
- 2 de julho
  - Termina Malhação de Verão no Viva.[280]
  - Termina a 1.ª temporada de House na Band.
- 3 de julho
  - Estreia Acelerados na Band.[319]
  - Termina Toma Lá, Dá Cá na Rede Globo.[321]
  - Termina A Viagem no Viva.[322]
- 4 de julho — Estreia SBT Sports no SBT.[323]
- 5 de julho
  - Estreia Paraíso Tropical no Viva.[322]
  - Estreia da 2.ª temporada de Malhação no Viva.[280]
- 6 de julho — Estreia da 8.ª temporada de MasterChef na Band.[324]
- 9 de julho
  - Termina Era uma Vez... no Viva.[322]
  - Estreia 90 Dias para Casar na Band.[325]
- 10 de julho — Reestreia O Melhor da Escolinha na Rede Globo.[321]
- 12 de julho
  - Estreia Morning Call na CNN Brasil.[326]
  - Estreia Sonho Meu no Viva.[322]
- 13 de julho
  - Termina a 1.ª temporada do Big Brother Brasil no Viva.[327]
  - Estreia O Grande Debate na CNN Brasil.[328]
- 16 de julho
  - Termina Salve-se Quem Puder na Rede Globo.[300]
  - Termina a 1.ª temporada de FBI na Sessão Globoplay na Rede Globo.[329]
- 18 de julho — Termina a 3.ª temporada de Shades of Blue: Segredos Policiais na RecordTV.
- 19 de julho — Reestreia Pega Pega na Rede Globo.[330]
- 20 de julho
  - Estreia da 2.ª temporada do Big Brother Brasil no Viva.[327]
  - Termina Me Poupe! Show na RedeTV!.[331]
  - Termina a 5.ª temporada de No Limite na Rede Globo.[294]
- 22 de julho
  - Termina a 5.ª temporada de Power Couple na RecordTV.[332]
  - Termina a 3.ª temporada de Mestre do Sabor na Rede Globo.[287]
  - Termina a 3.ª temporada de The Good Doctor: O Bom Doutor na Rede Globo.
- 23 de julho — Termina CNN Tonight na CNN Brasil.[333]
- 24 de julho
  - Estreia da 7.ª temporada de Bake Off Brasil: Mão na Massa no SBT.[334]
  - Reestreia da 15.ª temporada de CSI: Investigação Criminal na RecordTV.
- 26 de julho
  - Estreia Conexão GloboNews na GloboNews.[335]
  - Estreia Ilha Record na RecordTV.[336]
- 29 de julho — Estreia da 1.ª temporada de Linha de Combate na Band.[337]
- 31 de julho
  - Termina Longmire: O Xerife no SBT.
  - Termina Sobrenatural no SBT.

### Agosto
- 4 de agosto — Termina Doce de Mãe no Viva.
- 6 de agosto — Estreia Resgate 193 na RedeTV!.[338]
- 7 de agosto
  - Reestreia Big Bang: A Teoria no SBT.
  - Termina A Vida da Gente na Rede Globo.[339]
  - Estreia Prazer, Luísa no Multishow.[340]
  - Reestreia Arqueiro no SBT.
- 9 de agosto
  - Estreia Nos Tempos do Imperador na Rede Globo.[339]
  - Estreia da 1.ª temporada de Ilha de Ferro na Rede Globo.[341]
- 10 de agosto — Estreia da 1.ª temporada de The Masked Singer Brasil na Rede Globo.[342]
- 11 de agosto
  - Estreia Divã no Viva.[343]
  - Estreia Galera Esporte Clube na RedeTV!.[344]
  - A Rede Globo exibe no Corujão o filme O Palhaço, em homenagem ao ator Paulo José que faleceu no mesmo dia.
- 12 de agosto
  - Estreia da 4.ª temporada de Sob Pressão na Rede Globo.[345]
  - A Rede Globo reexibe o episódio piloto de Tarcísio & Glória, "Uma mulher do outro mundo", exibido originalmente em 28 de abril de 1988, em homenagem ao ator Tarcísio Meira que faleceu no mesmo dia.[346]
  - A Rede Globo exibe no Corujão o filme Não Se Preocupe, Nada Vai Dar Certo!, em homenagem ao ator Tarcísio Meira que faleceu no mesmo dia.[346]
- 14 de agosto — Termina Bruce Lee: A Lenda na Band.[347]
- 15 de agosto — Reestreia Tarcísio & Glória no Viva.
- 18 de agosto
  - Estreia Exterminadores do Além no SBT.[348][349]
  - Estreia O Enigma da Energia Escura no GNT.[350]
- 20 de agosto — Termina a 1.ª temporada de Ilha de Ferro na Rede Globo.[341]
- 21 de agosto
  - Estreia Duelo de Mães na Band.[351]
  - Reestreia House na Band.
- 22 de agosto — Estreia Memória Esporte Clube na TV Cultura.[352]
- 24 de agosto
  - Termina Topíssima na RecordTV.[353]
  - Reestreia Verdades Secretas na Rede Globo.[341]
- 25 de agosto — Estreia Quando Chama o Coração na RecordTV.[353]
- 28 de agosto
  - Termina Se Joga na Rede Globo.[354]
  - Termina Te Devo Essa! Brasil no SBT.[355]
  - Termina a 15.ª temporada de CSI: Investigação Criminal na RecordTV.
  - Reestreia da 6.ª temporada de Chicago P.D.: Distrito 21 na RecordTV.

### Setembro
- 3 de setembro
  - Termina Prazer, Luísa no Multishow.[340]
  - Reestreia Show do Milhão no SBT.[356][357]
- 4 de setembro
  - Caldeirão do Huck passa a se chamar Caldeirão na Rede Globo.[143]
  - Estreia da 3.ª temporada de Bake Off Brasil: A Cereja do Bolo no SBT.[355]
  - Estreia Devotos Mirins Show na TV Aparecida.[358][359]
- 5 de setembro — Domingão do Faustão passa a se chamar Domingão com Huck na Rede Globo.[146]
- 9 de setembro
  - Termina CNN Séries Originais na CNN Brasil.[360]
  - Termina Ilha Record na RecordTV.[361]
- 10 de setembro — Termina O Hospital na RecordTV.[362]
- 13 de setembro — Estreia M.E.M.E da Comédia na TNT.[363]
- 14 de setembro — Estreia da 13.ª temporada de A Fazenda na RecordTV.[364]
- 16 de setembro — Estreia CNN Business na CNN Brasil.[360]
- 18 de setembro — Termina Arqueiro no SBT.
- 19 de setembro — A Rede Globo reexibe um episódio de Sai de Baixo, "Um Certo Capitão Bestalhão", exibido originalmente em 12 de outubro de 1997, em homenagem ao ator Luis Gustavo que faleceu no mesmo dia.[365]
- 20 de setembro — Estreia Te Dou a Vida no SBT.[366]
- 22 de setembro — Termina Manhattan Connection na TV Cultura.[367]
- 23 de setembro — Estreia da 3.ª temporada de Top Chef Brasil na RecordTV.[368]
- 24 de setembro
  - Termina Bate-Bola Debate na ESPN Brasil.[369]
  - Termina Futebol no Mundo na ESPN Brasil.[369]
  - Termina Futebol na Veia na ESPN Brasil.[369]
- 25 de setembro — Reestreia Sobrenatural no SBT.
- 26 de setembro
  - Termina Tarcísio & Glória no Viva.
  - Termina a 6.ª temporada do The Voice Kids na Rede Globo.[312]
  - Estreia WW na CNN Brasil.[370]
- 27 de setembro
  - Estreia Futebol 360 na ESPN Brasil.[369]
  - Estreia Futebol 90 na ESPN Brasil.[369]
  - Estreia ESPN FC na ESPN Brasil.[369]
- 28 de setembro — Termina a 2.ª temporada do Big Brother Brasil no Viva.
- 29 de setembro — Termina Amores Verdadeiros no SBT.[371]

### Outubro
- 1.º de outubro — A Rede Globo exibe o especial Falas da Vida.[372]
- 2 de outubro
  - Estreia A Fantástica Máquina de Sonhos no SBT.[373]
  - Estreia Deu a Louca no Tempo no Viva.
  - Estreia Os Experientes no Viva.[374]
- 3 de outubro
  - Estreia Zig Zag Arena na Rede Globo.[375]
  - Estreia da 2.ª temporada de Canta Comigo Teen na RecordTV.[376]
  - Estreia O Brado Retumbante no Viva.[377]
- 4 de outubro
  - Reestreia O Clone no Vale a Pena Ver de Novo na Rede Globo.[378]
  - Reestreia Carinha de Anjo no SBT.[379]
- 6 de outubro
  - Termina Chiquititas no SBT.[380]
  - Estreia A Usurpadora no SBT.[381]
- 8 de outubro — Termina Ti Ti Ti no Vale a Pena Ver de Novo na Rede Globo.[378]
- 9 de outubro
  - Termina A Fantástica Máquina de Sonhos no SBT.
  - Termina a 6.ª temporada de Chicago P.D.: Distrito 21 na RecordTV.
  - Estreia da 7.ª temporada de Chicago P.D.: Distrito 21 na RecordTV.
- 14 de outubro — Estreia O Tempo Que A Gente Tem na GNT.[382]
- 16 de outubro
  - Estreia Conversa Piada na TV Cultura.[383]
  - Estreia Seleção do Samba na Rede Globo.[384]
- 17 de outubro — Estreia Entre Mundos na CNN Brasil.[385]
- 19 de outubro
  - Termina a 1.ª temporada de The Masked Singer Brasil na Rede Globo.[342]
  - Termina a temporada 2021 do Profissão Repórter na Rede Globo.
- 21 de outubro
  - Estreia Rolling Kitchen Brasil no GNT.[386]
  - Termina a 4.ª temporada de Sob Pressão na Rede Globo.
- 23 de outubro
  - Estreia Em Alta CNN na CNN Brasil.[387]
  - Termina Os Experientes no Viva.
  - Estreia Churrasqueiros no Space.[388]
- 25 de outubro — Estreia da 1.ª temporada de Desalma no Corujão na Rede Globo.[389]
- 26 de outubro
  - Estreia da 10.ª temporada do The Voice Brasil na Rede Globo.[390]
  - Estreia da 1.ª temporada de As Five na Rede Globo.[391]
- 29 de outubro — Termina a 1.ª temporada de Desalma no Corujão na Rede Globo.[389]
- 30 de outubro
  - Estreia Imersão na RedeTV!.[392]
  - Termina Deu a Louca no Tempo no Viva.
  - Estreia À Prioli na CNN Brasil.[393]

### Novembro
- 5 de novembro
  - Termina A Usurpadora no SBT.[394]
  - A Rede Globo exibe o Especial Marília Mendonça.[395]
- 6 de novembro
  - Termina Império na Rede Globo.[396]
  - Estreia Gincana da Grana na RecordTV.[397]
- 7 de novembro
  - A Rede Globo exibe o especial Marília Mendonça: Todos os Cantos.[176]
  - Estreia Perrengue na Band na Band.[398]
- 8 de novembro
  - Estreia Um Lugar ao Sol na Rede Globo.[396]
  - Estreia Dona Xepa na Rede Família.[399]
- 12 de novembro — Termina 90 Dias Para Casar na Band.[400]
- 13 de novembro
  - Estreia Universo Karnal na CNN Brasil.[401]
  - Termina O Salvador da Pátria no Viva.[265]
  - Termina a 7.ª temporada de Chicago P.D.: Distrito 21 na RecordTV.
- 14 de novembro
  - Termina Memória Esporte Clube na TV Cultura.[352]
  - Termina O Brado Retumbante no Viva.
  - Reestreia da 7.ª temporada de Chicago Fire: Heróis contra o Fogo na RecordTV.
- 15 de novembro
  - Estreia Amor com Amor Se Paga no Viva.[265]
  - Estreia Rainha da Favela no Multishow.[402]
  - Estreia Mais Geek na Band.[403]
- 19 de novembro — Estreia 90 Dias Para Casar: Do Outro Lado na Band.[400]
- 20 de novembro
  - Termina Lassie no SBT.[404]
  - Termina As Aventuras de Rin Tin Tin no SBT.[404]
  - Termina Pega Pega na Rede Globo.[396]
  - Termina Rainha da Favela no Multishow.[402]
  - Reestreia Matéria Prima na TV Cultura.[405]
  - A Rede Globo exibe o especial Falas Negras.[406]
  - Termina Da Cor do Pecado no Viva.[265]
  - A TV Cultura exibe o especial Luiz Gama: O Advogado da Liberdade.[181]
  - Termina Sobrenatural no SBT.
- 21 de novembro
  - Estreia Libertárixs na TV Cultura.[181]
  - A RecordTV exibe o especial A História do Maior Best-Seller de Todos os Tempos.[407]
- 22 de novembro
  - Estreia G4 no BandSports.[408]
  - Estreia Quanto Mais Vida, Melhor! na Rede Globo.[396]
  - Termina Gênesis na RecordTV.[409]
  - Estreia Páginas da Vida no Viva.[265]
  - Estreia Eu, a Vó e a Boi no Corujão na Rede Globo.[410]
- 23 de novembro — Estreia A Bíblia na RecordTV.[411]
- 25 de novembro — Termina a 1.ª temporada de As Five na Rede Globo.
- 26 de novembro
  - Termina Show do Milhão no SBT.[404]
  - Termina Eu, a Vó e a Boi no Corujão na Rede Globo.
- 27 de novembro
  - Termina Seleção do Samba na Rede Globo.[412]
  - Reestreia Arqueiro no SBT.
- 29 de novembro
  - Reestreia Amanhã é Para Sempre no SBT.[413]
  - Estreia É Tudo Novela no Viva.[414]

### Dezembro
- 1.º de dezembro — A TV Globo exibe o especial Mães do Brasil.[415]
- 4 de dezembro
  - Estreia Sessão Renato Aragão no SBT.[404]
  - Termina Gincana da Grana na RecordTV.[416]
- 5 de dezembro — Estreia Instinto Fotográfico na TV Cultura.[417]
- 6 de dezembro — Reestreia O Cravo e a Rosa na TV Globo.[418]
- 10 de dezembro — Termina a 3.ª temporada de Top Chef Brasil na RecordTV.[419]
- 13 de dezembro
  - Reestreia Mar de Amor no SBT.[420]
  - Termina Coração Indomável no SBT.[420]
- 14 de dezembro
  - A TNT exibe o especial I Am Pabllo.[421]
  - Termina a 8.ª temporada de MasterChef Brasil na Band.[422]
- 16 de dezembro
  - Termina Rolling Kitchen Brasil no GNT.[423]
  - Termina a 13.ª temporada de A Fazenda na RecordTV.[424]
- 17 de dezembro
  - Termina a temporada 2021 do Globo Repórter na TV Globo.[194]
  - Termina É Tudo Novela no Viva.
  - Termina Verdades Secretas na TV Globo.[425]
  - Termina a 5.ª temporada de Conversa com Bial na TV Globo.[426][194]
- 18 de dezembro
  - Termina Imersão na RedeTV!.[392]
  - Termina À Prioli na CNN Brasil.[393]
- 19 de dezembro
  - A TV Globo exibe o especial Juntos a Magia Acontece.[194]
  - Termina Zig Zag Arena na TV Globo.[427]
- 20 de dezembro
  - A RecordTV exibe a primeira parte do especial Família Record.[428][429]
  - Estreia Passaporte para Liberdade na TV Globo.[430][194]
  - Estreia da 8.ª temporada de Vai que Cola na TV Globo.[426][194]
- 21 de dezembro
  - O Viva exibe o especial As Novelas que Amamos.[431]
  - A Band exibe o especial de Natal do MasterChef.[432]
  - A TV Globo exibe o especial 70 Anos Esta Noite.[194]
  - A RecordTV exibe a segunda parte do especial Família Record.[428][429]
  - O SBT exibe o especial Neymar Jr. Entre Amigos.[433]
- 22 de dezembro
  - A Band exibe a retrospectiva 2021: A Relargada.[434]
  - A TV Globo exibe o especial Roberto Carlos: Reencontro.[435]
  - A RecordTV exibe o Power Couple Especial.[429]
- 23 de dezembro
  - A TV Cultura exibe o especial Auto do Brasil.[436]
  - Termina a 10.ª temporada do The Voice Brasil na TV Globo.[437]
  - A RecordTV exibe a Retrospectiva dos Famosos 2021.[429]
- 24 de dezembro
  - A TV Cultura exibe o especial Boldrin 85 Anos - O Samba Está na Moda.[438]
  - A RedeTV! exibe o especial O Grande Retorno do Natal.
  - A Band exibe o especial Band no Natal Luz de Gramado.[434]
  - A TV Cultura exibe o especial Noite de Natal no Castelo.[439]
  - A TV Globo, TV Cultura, Rede Vida e TV Aparecida exibem a Missa do Galo.
- 25 de dezembro
  - Termina a 3.ª temporada de Bake Off Brasil: A Cereja do Bolo no SBT.
  - A Band exibe o especial Michael Bublé's Christmas in the City.[440][434]
- 26 de dezembro
  - Termina a 2.ª temporada de Canta Comigo Teen na RecordTV.[429]
  - A RecordTV exibe a sua Retrospectiva 2021.[429]
- 27 de dezembro
  - A TV Globo exibe a sua Retrospectiva 2021.[441][194]
  - A RecordTV exibe o especial Paredão dos Famosos.[429]
- 28 de dezembro
  - Estreia Fé na Vida na TV Globo.[441][194]
  - A Band exibe o especial de Ano Novo do MasterChef.[434]
  - A RecordTV exibe o especial Gênesis In Concert.[429]
  - O SBT exibe a sua Retrospectiva 2021.[433]
- 29 de dezembro
  - A Band exibe a sua Retrospectiva 2021.[434]
  - A RecordTV exibe a retrospectiva Cidade Alerta: Grandes Casos.[429]
- 30 de dezembro
  - Termina Quando Chama o Coração na RecordTV.[442]
  - Termina Fé na Vida na TV Globo.[441][194]
  - A RecordTV exibe o especial Leonardo & Raça Negra.[443][429]
  - Termina Passaporte para Liberdade na TV Globo.[430]
- 31 de dezembro
  - A Band exibe o especial Diego & Victor Hugo: Equilíbrio.
  - A RecordTV exibe o Canta Comigo Especial.[429]
  - A Band exibe o especial Viradão do Faustão.[444]

### Lançamentos viaplataforma sob demanda
- 15 de janeiro — Estreia A3 no Now.[445]
- 5 de fevereiro — Estreia da 1.ª temporada de Cidade Invisível na Netflix.[446]
- 11 de fevereiro — Estreia Doutor Castor no Globoplay.[447]
- 12 de fevereiro — Estreia da 2.ª temporada de Soltos em Floripa no Prime Video.[448]
- 8 de março — Estreia Filhas de Eva no Globoplay.[449]
- 26 de março — Estreia 5x Comédia no Prime Video.[450]
- 8 de abril — Estreia A Corrida das Vacinas no Globoplay.[451]
- 28 de abril — Estreia Casa Kalimann no Globoplay.[452]
- 29 de abril — Estreia A Vida Depois do Tombo no Globoplay.[453]
- 4 de maio — Estreia Onde Está Meu Coração no Globoplay.[454]
- 13 de maio — Estreia Caso Evandro no Globoplay.[455]
- 4 de junho
  - Estreia da 5.ª temporada de Sessão de Terapia no Globoplay.[456]
  - Estreia da 1.ª temporada de Dom no Prime Video.[457]
- 17 de junho — Estreia Meu Amigo Bussunda no Globoplay.[458]
- 24 de junho — Estreia Lexa: Mostra Esse Poder no Globoplay.[459]
- 25 de junho — Estreia Manhãs de Setembro no Prime Video.[460]
- 29 de junho — Estreia Você Nunca Esteve Sozinha no Globoplay.[461]
- 8 de julho — Estreia Elize Matsunaga: Era Uma Vez um Crime na Netflix.[462]
- 21 de julho — Estreia Brincando com Fogo: Brasil na Netflix.[463]
- 25 de agosto — Estreia João de Deus - Cura e Crime na Netflix.[464]
- 2 de setembro — Estreia É Ouro! O Brilho do Brasil em Tóquio no Globoplay.[465]
- 10 de setembro — Estreia da 2.ª temporada de Segunda Chamada no Globoplay.[466]
- 11 de setembro — Estreia Retratos de uma Guerra Sem Fim no Globoplay.[467]
- 1.º de outubro — Estreia Desjuntados no Prime Video.[468]
- 6 de outubro — Estreia Casamento às Cegas Brasil na Netflix.[469][470]
- 11 de outubro — Estreia Orgulho Além da Tela no Globoplay.[471]
- 20 de outubro — Estreia Verdades Secretas II no Globoplay.[472]
- 27 de outubro — Estreia da 2.ª temporada de Sintonia na Netflix.[473]
- 29 de outubro — Estreia Clube do Araújo no Globoplay.[474]
- 11 de novembro — Estreia Sandy + Chef na HBO Max.[475]
- 25 de novembro
  - Estreia da 2.ª temporada de Aruanas no Globoplay.[476]
  - Estreia The Cut Brasil na HBO Max.[477]
- 3 de dezembro
  - Estreia da 1.ª temporada de LOL: Se Rir, Já Era! no Prime Video.[478]
  - Estreia Insânia no Star+.[479]
- 9 de dezembro
  - Estreia É o Amor: Família Camargo na Netflix.[480]
  - Estreia Gil na Califórnia no Globoplay.[481]
  - Estreia Na Flor da Idade no Globoplay.[482]
- 16 de dezembro — Estreia O Caso Prevent Senior no Globoplay.[483]
- 20 de dezembro — Estreia Gilberto Braga - Meu Nome é Novela no Globoplay.[484]
- 21 de dezembro — Estreia Jornada Astral na HBO Max.[485]
- 22 de dezembro — Estreia Poesia que Transforma no Globoplay.[486]

## Emissoras e plataformas

### Fundações
| Data           | Emissora          | Cidade, UF                     | Notas | Ref.    |
| -------------- | ----------------- | ------------------------------ | --- | ------- |
| 25 de janeiro  | TV UFAL           | Maceió, Alagoas                | Emissora de televisão educativa vinculada à Universidade Federal de Alagoas, afiliada à TV Brasil                          | [ 487 ] |
| 2 de março     | TV Templo         | São Paulo, SP                  | Emissora de televisão aberta com conteúdo religioso, programado pela Igreja Universal do Reino de Deus                     | [ 488 ] |
| 4 de março     | Paramount+        | —                              | Plataforma de streaming e vídeo sob demanda vinculada aos canais da ViacomCBS, pertencentes à CBS Interactive              | [ 489 ] |
| 9 de maio      | TV Thathi Vale    | São José dos Campos, São Paulo | Emissora de televisão aberta pertencente ao Grupo Thathi de Comunicação, afiliada ao SBT                                   | [ 490 ] |
| 12 de maio     | Canal UOL         | São Paulo, SP                  | Canal de televisão multiplataforma pertencente ao grupo UOL                                                                | [ 491 ] |
| 1.º de junho   | Super Canal 13    | Curitiba, Paraná               | Emissora de televisão pertencente ao Grupo Educacional Uninter, afiliada à TV Cultura                                      | [ 492 ] |
| 28 de junho    | Sabor & Arte      | São Paulo, SP                  | Canal por assinatura sobre culinária, programado pelo Grupo Bandeirantes de Comunicação                                    | [ 493 ] |
| 29 de junho    | HBO Max           | —                              | Plataforma de streaming e vídeo sob demanda, pertencente à WarnerMedia                                                     | [ 494 ] |
| 2 de agosto    | MTV 00s           | —                              | Canal programado pela ViacomCBS Networks International, dedicado a videoclipes musicais a partir da década de 2000         | [ 495 ] |
| 31 de agosto   | Star+             | —                              | Plataforma de streaming e vídeo sob demanda vinculada aos canais Star e ao Disney+, pertencentes à The Walt Disney Company | [ 496 ] |
| 21 de setembro | TV UNIR           | Porto Velho, RO                | Emissora de televisão educativa vinculada à Universidade Federal de Rondônia, afiliada a TV Brasil                         | [ 497 ] |
| 18 de outubro  | TV UNIFAP         | Macapá, Amapá                  | Emissora de televisão educativa vinculada à Universidade Federal do Amapá, afiliada à TV Brasil                            | [ 498 ] |
| 27 de outubro  | TV Jovem Pan News | São Paulo, SP                  | Canal de notícias pertencente ao Grupo Jovem Pan                                                                           | [ 499 ] |
| 9 de novembro  | Discovery+        | —                              | Plataforma de streaming e vídeo sob demanda, pertencente à Discovery Inc.                                                  | [ 500 ] |

### Extinções
| Data           | Emissora | Cidade, UF            | Notas | Ref.                |
| -------------- | -------- | --------------------- | --- | ------------------- |
| 15 de janeiro  | RNA TV   | Confresa, Mato Grosso | A emissora pertencia à Rede Norte Araguaia de Comunicação | [carece de fontes?] |
| 27 de novembro | Loading  | São Paulo, SP         | Após o encerramento das suas produções inéditas em 27 de maio, o canal anuncia através de avisos na programação que a mesma será substituída temporariamente pela retransmissão da Rede Mundial, pertencente à Igreja Mundial do Poder de Deus, até que sejam resolvidas as questões judiciais referentes ao processo movido em 2015 pelo Ministério Público Federal, com relação à suposta venda ilegal da concessão da emissora para a Spring Comunicação | [ 501 ]             |

### Rebrandings
| Data            | Emissora             | Cidade, UF                         | Notas                                                      | Ref.                |
| --------------- | -------------------- | ---------------------------------- | ---------------------------------------------------------- | ------------------- |
| 22 de fevereiro | Fox Channel          | São Paulo, SP                      | Passa a se chamar Star Channel                             | [ 502 ]             |
| 22 de fevereiro | Fox Life             | São Paulo, SP                      | Passa a se chamar Star Life                                | [ 502 ]             |
| 22 de fevereiro | Fox Premium          | São Paulo, SP                      | Passa a se chamar Star Premium                             | [ 502 ]             |
| 16 de março     | ABC TV               | Rio Branco, Acre                   | Passa a se chamar TVA                                      |                     |
| 30 de março     | TV Metropolitana     | São Caetano do Sul, São Paulo      | Passa a se chamar RBTV                                     | [ 503 ]             |
| 19 de abril     | TV Lago Verde        | Santarém, Pará                     | Passa a se chamar TV Princesa                              |                     |
| 26 de abril     | RecordTV Marcelândia | Marcelândia, Mato Grosso           | Passa a se chamar PBC TV                                   |                     |
| 6 de maio       | GTVI                 | Imperatriz, Maranhão               | Passa a se chamar Record News Imperatriz                   |                     |
| 28 de junho     | TV Sinal Verde       | Caxias, Maranhão                   | Passa a se chamar TV Difusora Leste                        | [ 504 ]             |
| 19 de julho     | TV Litoral Panorama  | Balneário Camboriú, Santa Catarina | Passa a se chamar TVC Panorama                             | [ 505 ]             |
| 2 de agosto     | TV Clube             | Recife, Pernambuco                 | Volta a se chamar TV Guararapes                            | [ 506 ]             |
| 10 de setembro  | TV Maringá           | Maringá Paraná                     | Passa a se chamar Band Maringá                             | [carece de fontes?] |
| 14 de outubro   | Unisul TV            | Tubarão, Santa Catarina            | Passa a se chamar UNITV                                    | [ 507 ]             |
| 28 de outubro   | TV Codó              | Codó, Maranhão                     | Passa a se chamar TV Liberdade                             | [carece de fontes?] |
| 29 de outubro   | TVE Cultura          | Campo Grande, Mato Grosso do Sul   | Volta a se chamar TV Educativa                             | [carece de fontes?] |
| 1.º de dezembro | Boomerang            | São Paulo, SP                      | Passa a se chamar Cartoonito                               | [ 508 ]             |
| 6 de dezembro   | RIC RIC Curitiba     | Curitiba, Paraná                   | Volta a se chamar RIC TV Volta a se chamar RIC TV Curitiba | [ 509 ]             |
| 6 de dezembro   | RIC Londrina         | Cornélio Procópio, Paraná          | Volta a se chamar RIC TV Londrina                          | [ 509 ]             |
| 6 de dezembro   | RIC Maringá          | Maringá, Paraná                    | Volta a se chamar RIC TV Maringá                           | [ 509 ]             |
| 6 de dezembro   | RIC Oeste            | Toledo, Paraná                     | Volta a se chamar RIC TV Oeste                             | [ 509 ]             |

### Trocas de afiliação
| Data            | Emissora           | Cidade, UF                      | Afiliação anterior     | Afiliação nova        | Notas | Ref.                |
| --------------- | ------------------ | ------------------------------- | ---------------------- | --------------------- | --- | ------------------- |
| 18 de janeiro   | TV Equatorial      | Macapá, Amapá                   | Record News            | TV Cultura            | Após retomar suas transmissões em 16 de janeiro, a emissora passou a retransmitir a TV Cultura, uma vez que a programação da Record News passou a ser transmitida pela TV Marco Zero após a interrupção do seu sinal em 2018                                   | [carece de fontes?] |
| 18 de fevereiro | TV Colinas         | Colinas do Tocantins, Tocantins | RecordTV               | Rede Meio Norte       | Após 4 anos de afiliação com a TV Jovem, afiliada da RecordTV no Tocantins, e depois de 5 dias transmitindo ilegalmente a CNN Brasil, a emissora passa a transmitir o sinal da Meio Norte                                                                      | [ 15 ]              |
| 20 de fevereiro | TV Poços           | Poços de Caldas, Minas Gerais   | Rede Minas             | TV Cultura            | Após 4 anos de afiliação com a Rede Minas, a emissora passa a transmitir a TV Cultura | [ 510 ]             |
| 20 de fevereiro | TV Objetiva        | Paraguaçu, Minas Gerais         | Rede Minas             | Rede Minas TV Cultura | A emissora passa a transmitir a TV Cultura, mantendo a afiliação com a Rede Minas | [ 511 ]             |
| 1.º de abril    | TV Norte Boa Vista | Boa Vista, Roraima              | RedeTV!                | SBT                   | Com a troca de afiliação, a TV Norte Boa Vista encerra uma afiliação de longa data com a RedeTV!, que remete a inauguração da rede em 1999, enquanto a Tropical TV finaliza uma parceria de quase 30 anos com o SBT, que vinha desde a sua fundação em 1991    | [ 512 ]             |
| 1.º de abril    | Tropical TV        | Boa Vista, Roraima              | SBT                    | RedeTV!               | Com a troca de afiliação, a TV Norte Boa Vista encerra uma afiliação de longa data com a RedeTV!, que remete a inauguração da rede em 1999, enquanto a Tropical TV finaliza uma parceria de quase 30 anos com o SBT, que vinha desde a sua fundação em 1991    | [ 512 ]             |
| 1.º de abril    | TV Cuiabá          | Cuiabá, Mato Grosso             | Rede Brasil            | TV A Crítica          | Após sete anos de afiliação com a Rede Brasil, a emissora passa a transmitir a TV A Crítica | [carece de fontes?] |
| 1.º de abril    | TVA                | Rio Branco, Acre                | RedeTV!                | TV Gazeta             | 1 mês depois de deixar de transmitir a RedeTV! e após 15 dias de transmissões experimentais, a emissora torna-se oficialmente afiliada a TV Gazeta | [carece de fontes?] |
| 1.º de junho    | TV Paraná Turismo  | Curitiba, Paraná                | TV Cultura TV Brasil   | TV Brasil             | A emissora paulista anunciou o rompimento com o Governo do Paraná após 10 anos, passando a transmitir os seus programas através do Super Canal 13 | [ 492 ]             |
| 14 de agosto    | TV Pernambuco      | Caruaru, Pernambuco             | TV Brasil              | TV Brasil TV Cultura  | A emissora pernambucana volta a transmitir a programação da TV Cultura após 12 anos, sendo essa a sua terceira passagem pela rede. No entanto, mantém a retransmissão da programação da TV Brasil diariamente entre 6h e 12h                                   | [ 513 ]             |
| 1 de setembro   | TV Maranhense      | São Luís, Maranhão              | TV Cultura             | RBTV                  | Com o fim do seu contrato de afiliação, a TV Maranhense encerrou sua parceria com a TV Cultura após dois anos, migrando para a RBTV. Por sua vez, a emissora educativa firmou nova parceria com a TV Guará, que deixou a Record News após 12 anos de afiliação |                     |
| 8 de setembro   | TV Guará           | São Luís, Maranhão              | Record News            | TV Cultura            | Com o fim do seu contrato de afiliação, a TV Maranhense encerrou sua parceria com a TV Cultura após dois anos, migrando para a RBTV. Por sua vez, a emissora educativa firmou nova parceria com a TV Guará, que deixou a Record News após 12 anos de afiliação | [ 514 ]             |
| 11 de outubro   | TVA                | Rio Branco, Acre                | TV Gazeta              | TV A Crítica          | Após seis meses de afiliação com a TV Gazeta, a emissora passa a transmitir a programação da TV A Crítica | [carece de fontes?] |
| 28 de outubro   | TV Liberdade       | Codó, Maranhão                  | Rede Meio Norte        | RedeTV!               | Ao mesmo tempo em que assumiu uma nova identidade, a emissora encerrou dez anos de afiliação com a rede piauiense, migrando para a RedeTV! | [carece de fontes?] |
| 7 de novembro   | TV UFMA            | São Luís, Maranhão              | TV Educação Univesp TV | SescTV                | Após quase três anos retransmitindo provisoriamente a programação dos canais da Fundação Padre Anchieta, a emissora firma parceria com o canal do Serviço Social do Comércio                                                                                   | [ 515 ]             |
| 13 de dezembro  | Imperatriz TV      | Imperatriz, Maranhão            | Record News            | RedeTV!               | Após 2 anos de afiliação com a Record News, a emissora passa a transmitir a programação da RedeTV!, deixando a antiga rede sem sinal no estado |                     |

## Mortes
| Data            | Nome                        | Idade | Notas | Ref.            |
| --------------- | --------------------------- | ----- | --- | --------------- |
| 4 de janeiro    | Agnaldo Oliveira            | 44    | Jornalista. Foi repórter da TV Amazonas, gerente de jornalismo do Amazon Sat e fundador da Local TV | [ 516 ]         |
| 5 de janeiro    | Adão Nereu                  | 62    | Jornalista. Trabalhou na TV Globo Oeste Paulista, TV Fronteira Paulista e TV Aliança Paulista | [ 517 ]         |
| 8 de janeiro    | Daniel Carvalho             | 32    | Apresentador. Trabalhou na MTV Brasil caracterizado como a personagem Katylene, além de ter sido colunista do programa Muito+ na Band | [ 518 ]         |
| 10 de janeiro   | Stanley Gusman              | 49    | Jornalista. Apresentou os programas Brasil Urgente Minas na Band Minas e Alterosa Alerta na TV Alterosa | [ 519 ]         |
| 11 de janeiro   | Hilton Prado                | 85    | Cantor e ator. Na televisão, foi garoto propaganda e participou de Pigmalião 70, Jerônimo, o Herói do Sertão, Corpo Santo e Brega & Chique | [ 520 ]         |
| 23 de janeiro   | Carlos Manhanelli           | —     | Jornalista e publicitário. Foi diretor da TV Timon, TV Mirante e TV Difusora entre as décadas de 1980 e 1990 | [ 521 ]         |
| 24 de janeiro   | Marcelo Bennesby            | 51    | Jornalista. Foi editor-chefe da Rede Amazônica Porto Velho e apresentador do programa Fala Rondônia, na RedeTV! Rondônia | [ 522 ]         |
| 28 de janeiro   | Helmar Sérgio               | 78    | Operador de câmera e diretor de imagem. Passou por TV Continental, TV Rio, TV Excelsior e Rede Globo | [ 523 ]         |
| 28 de janeiro   | Nelly Martins               | 84    | Cantora e atriz. Trabalhos notáveis incluem Noites Cariocas e O Céu É de Todos | [ 524 ]         |
| 2 de fevereiro  | Vera Nunes                  | 92    | Atriz. Trabalhos notáveis incluem Helena, As Minas de Prata, Dez Vidas e Jogo do Amor | [ 525 ]         |
| 9 de fevereiro  | Marilena Ansaldi            | 86    | Bailarina e atriz. Na televisão, participou de Rabo de Saia, Selva de Pedra, Éramos Seis e Cara & Coroa | [ 526 ]         |
| 13 de fevereiro | Mané de Oliveira            | 80    | Cronista esportivo. Na televisão, foi comentarista e apresentador na TV Goyá e TV Brasil Central | [ 527 ]         |
| 21 de fevereiro | Niana Machado               | 82    | Atriz e comediante. Trabalhos notáveis incluem Aquele Beijo, Pé na Cova e Brasil a Bordo | [ 528 ]         |
| 21 de fevereiro | Juca Silveira               | 65    | Jornalista e executivo. Foi diretor de esportes da Band entre 1986 e 2018 e também diretor-geral entre 2018 e 2019 | [ 529 ]         |
| 21 de fevereiro | Názile Duailibe             | 51    | Jornalista. Foi apresentadora e repórter da TV Mirante São Luís na década de 1990 | [ 530 ]         |
| 24 de fevereiro | Paulo Becker                | 64    | Jornalista. Apresentou o programa Balanço Geral da TV Amplitude de Juara, Mato Grosso | [ 531 ]         |
| 25 de fevereiro | Berta Zemel                 | 86    | Atriz. Trabalhos notáveis incluem Grande Teatro Tupi, Vitória Bonelli, Os Apóstolos de Judas, Jogo do Amor e Água na Boca | [ 532 ]         |
| 1.º de março    | Renan Coelho                | 54    | Apresentador. Passou por TV Terra, TV Tangará, RedeTV! Tangará e TV Cidade Verde Tangará da Serra | [ 533 ]         |
| 5 de março      | José Carlos da Silva Júnior | 94    | Empresário. Foi diretor proprietário da Rede Paraíba de Comunicação, responsável pela TV Cabo Branco e pela TV Paraíba | [ 534 ]         |
| 7 de março      | Fabio Brunelli              | 51    | Jornalista. Trabalhou na Rede Manchete, apresentando os programas Manchete Rural, Rio em Manchete (pela TV Manchete Rio de Janeiro) e Free Jazz in Concert, e foi editor-chefe e âncora do RJTV 2.ª edição na TV Rio Sul | [ 535 ]         |
| 7 de março      | Kleber Lopes                | 39    | Humorista. Foi intérprete do personagem Rick Marcos de A Praça é Nossa, no SBT | [ 536 ]         |
| 8 de março      | Lúcia Leme                  | 82    | Jornalista e apresentadora. Trabalhos notáveis incluem Sem Censura, Intervalo e Espaço Público | [ 537 ]         |
| 9 de março      | Léo Rosa                    | 37    | Ator. Trabalhos notáveis incluem Vidas Opostas, Mutantes: Promessas de Amor, Rei Davi e Escrava Mãe | [ 538 ]         |
| 11 de março     | Aparecida Serique           | 67    | Empresária. Foi proprietária entre 2007 e 2021 do Sistema Guarany de Comunicação, responsável pela TV Guarany de Santarém, Pará | [ 539 ]         |
| 14 de março     | Ronaldo Porto               | 69    | Jornalista e cronista esportivo. Apresentou os programas RBA Esporte, Camisa 13, Barra Pesada e Brasil Urgente Pará na RBA TV, além de ter sido locutor esportivo da emissora | [ 540 ]         |
| 16 de março     | Amadeu Favatto              | 67    | Empresário. Foi proprietário das TVs Portal da Amazônia de Comodoro e Pontes e Lacerda, Mato Grosso | [ 541 ]         |
| 20 de março     | "Seu José"                  | —     | Ex-figurante do Bom Dia & Cia no SBT, onde contracenava com o papagaio Chico Mineiro, que sorteava papéis com mensagens de otimismo ao longo do programa | [ 542 ]         |
| 20 de março     | Marco Antonio Peixer        | 82    | Empresário, radialista e cronista esportivo. Foi um dos sócios fundadores da TV Santa Catarina de Joinville, Santa Catarina, tendo trabalhado como comentarista esportivo da emissora e da RIC TV Joinville | [ 543 ]         |
| 21 de março     | Edson Montenegro            | 63    | Ator e apresentador. Trabalhos notáveis incluem Zoom, Xica da Silva, Cúmplices de um Resgate e Apocalipse | [ 544 ]         |
| 26 de março     | Edson Callegares            | 62    | Locutor e cronista esportivo. Trabalhou como apresentador do Baixada Esporte, na TV Santa Cecília | [ 545 ]         |
| 26 de março     | José Carlos Cataldi         | 67    | Jornalista e advogado. Teve passagens por TV Rio, TVE Brasil e Rede Manchete | [ 546 ]         |
| 27 de março     | Paulo Stein                 | 73    | Locutor e cronista esportivo. Passou por Band, Rede Manchete, Rede Record, TVE Brasil, ESPN Brasil e SporTV, onde apresentou programas como Bola na Mesa (pela Band Rio), Manchete Esportiva, EsporTVisão e Bate-Bola e atuou como locutor de diversos eventos esportivos                                                                                     | [ 547 ]         |
| 30 de março     | Contardo Calligaris         | 72    | Escritor e psicanalista ítalo-brasileiro. Seu único trabalho na televisão foi como autor da série Psi, exibida pela HBO Brasil | [ 548 ]         |
| 31 de março     | Davi Mello                  | 43    | Ator e humorista. Trabalhos notáveis incluem A Praça É Nossa e Turma do Gueto | [ 549 ]         |
| 31 de março     | Cláudio Petraglia           | 91    | Autor, diretor e produtor. Trabalhos notáveis incluem O Pintor e a Florista, O Mestiço e Vila Sésamo. Foi também diretor artístico da Band na década de 1970 | [ 550 ]         |
| 31 de março     | João Acaiabe                | 76    | Ator. Trabalhos notáveis incluem Bambalalão, O Tronco do Ipê, Alma de Pedra, Sítio do Picapau Amarelo e Chiquititas | [ 551 ]         |
| 4 de abril      | Queiroz Ribeiro             | 54    | Radialista. Apresentou o programa No Terreiro da Fazenda na TV Metrópole | [ 552 ]         |
| 5 de abril      | Will Nogueira               | 69    | Apresentador e radialista. Comandou os programas Sábado Alegre na TV Diário e Terral na TV Ceará | [ 553 ]         |
| 6 de abril      | Cariê Lindenberg            | 85    | Empresário, músico e escritor. Foi presidente da Rede Gazeta de Comunicações (1965-2021), responsável pela Rede Gazeta e pela GTV | [ 554 ]         |
| 8 de abril      | Nilson Ribeiro              | 56    | Locutor e radialista. Na televisão, foi locutor de chamadas da Rede Globo e RecordTV | [ 555 ]         |
| 9 de abril      | Marcelo Tieppo              | —     | Jornalista esportivo. Foi editor-executivo do Globo Esporte e do Esporte Espetacular pela Rede Globo, editor-chefe do Esporte Fantástico na Rede Record, e editor de texto no SBT Brasil e SBT Notícias no SBT | [ 556 ]         |
| 22 de abril     | Honório Pinto               | 58    | Pastor e jornalista. Foi diretor da Boas Novas Belém, além de apresentador de alguns programas da emissora | [ 557 ]         |
| 23 de abril     | Levy Fidelix                | 69    | Jornalista, publicitário e político. Na televisão, apresentou entre 1983 e 1985 o programa TV Informátika, exibido pela Band e pelo SBT | [ 558 ]         |
| 24 de abril     | Paulo Ribeiro               | 61    | Ambientalista. Na televisão, foi presidente da Rede Minas (1995) e TVE Brasil (1995-1997) | [ 559 ]         |
| 24 de abril     | Silina Braga                | 68    | Ex-atleta de salto ornamental. Na televisão, trabalhou como comentarista do SporTV e da Rede Globo em eventos da modalidade | [ 560 ]         |
| 25 de abril     | Lupércio Mussi              | 78    | Empresário e advogado. Fundou e presidiu a TV Litoral de Santos, São Paulo, entre 1991 e 1997 | [ 561 ]         |
| 1.º de maio     | Edy Lima                    | 96    | Escritora. Na televisão, foi colaboradora das telenovelas Como Salvar Meu Casamento e O Todo Poderoso | [ 562 ]         |
| 4 de maio       | Paulo Gustavo               | 42    | Ator. Trabalhos notáveis incluem 220 Volts, Vai que Cola e A Vila | [ 563 ]         |
| 5 de maio       | Cléo Subtil                 | 47    | Jornalista. Foi editora-chefe do Bom Dia Amazônia e repórter na Rede Amazônica Porto Velho | [ 564 ]         |
| 9 de maio       | Fernando Caetano            | 50    | Jornalista. Trabalhou como repórter esportivo pela ESPN Brasil e Fox Sports Brasil | [ 565 ]         |
| 9 de maio       | Abílio Farias               | —     | Jornalista. Foi gerente de jornalismo da RBA TV, tendo ocupado ainda diversas outras funções neste departamento | [ 566 ]         |
| 10 de maio      | Luís Fernando Avelar        | 47    | Jornalista. Trabalhou em diversas funções na TV Anhanguera Goiânia e TV Serra Dourada | [ 567 ]         |
| 12 de maio      | Iolanda Braga               | 79    | Atriz. Em A Cor da Sua Pele, tornou-se a primeira protagonista negra de uma telenovela brasileira | [ 568 ]         |
| 15 de maio      | Eva Wilma                   | 87    | Atriz. Trabalhos notáveis incluem Alô, Doçura!, O Meu Pé de Laranja Lima, Mulheres de Areia, A Viagem, O Direito de Nascer, Elas por Elas, Sassaricando, A Indomada e Mulher | [ 569 ]         |
| 18 de maio      | Glauco Fassheber            | 84    | Jornalista e radialista. Na televisão, apresentou o Telejornal Pirelli na TV Rio, além de ter sido âncora da TV Tiradentes | [ 570 ]         |
| 29 de maio      | Maurice Capovilla           | 85    | Diretor. Produziu diversos documentários para o Globo Repórter na Rede Globo, além de ter sido diretor de núcleo da Band e da Rede Manchete, onde foi responsável por telenovelas, séries e musicais | [ 571 ]         |
| 31 de maio      | Januário de Oliveira        | 81    | Locutor e cronista esportivo. Passou por TVE Brasil, Band e Rede Manchete | [ 572 ]         |
| 5 de junho      | José Roberto Faker (Bita)   | 38    | Ex-futebolista de salão e fisioterapeuta. Na televisão, atuou como comentarista de futsal pela TV Morena | [ 573 ]         |
| 6 de junho      | Camila Amado                | 82    | Atriz. Trabalhos notáveis incluem Grande Teatro Tupi, Tempo de Viver, O Pulo do Gato, Topíssima e Éramos Seis | [ 574 ]         |
| 12 de junho     | Domingos Fraga              | 62    | Jornalista. Atuou como com chefe de redação do Jornal da Record, diretor regional de jornalismo da RecordTV em São Paulo e Brasília e colunista de política em telejornais da Record News | [ 575 ] [ 576 ] |
| 20 de junho     | Ricardo Carvalho            | 72    | Jornalista. Foi editor-chefe do Bom Dia São Paulo e do Globo Repórter na Rede Globo, apresentador do Jornal da Record (RecordTV), diretor de jornalismo da TV Cultura e colunista do Jornal da Gazeta (TV Gazeta) | [ 577 ]         |
| 22 de junho     | Chico Tello                 | 43    | Jornalista. Foi apresentador do programa Balanço Geral na TV Cidade de Nova Mutum, Mato Grosso | [ 578 ]         |
| 22 de junho     | Augusto Borges              | 89    | Apresentador. Comandou os programas Show do Mercantil na TV Ceará (canal 2) e Ontem, Hoje e Sempre na TV Ceará | [ 579 ]         |
| 25 de junho     | Gilda Medeiros              | 86    | Atriz. Trabalhos notáveis incluem João Juca Jr. e Ritinha Salário Minimo | [ 580 ]         |
| 26 de junho     | José Paulo Bisol            | 92    | Jurista, escritor e político. Na televisão, apresentou entre 1980 e 1984 a versão gaúcha do TV Mulher pela RBS TV | [ 581 ]         |
| 27 de junho     | Artur Xexéo                 | 69    | Jornalista e escritor. Atuou como comentarista do Estúdio i na GloboNews e nas transmissões do Oscar na Rede Globo | [ 582 ]         |
| 28 de junho     | Mário Márcio Bandarra       | 66    | Diretor. Trabalhos notáveis incluem Armação Ilimitada, Mulher, O Cravo e a Rosa, Força-Tarefa, Malhação ID e Encontro com Fátima Bernardes | [ 583 ]         |
| 1.º de julho    | Jomar Bellini               | 30    | Jornalista. Foi repórter e chefe de reportagem da TV TEM Sorocaba | [ 584 ]         |
| 6 de julho      | Otávio Raman Neves          | 64    | Empresário, foi proprietário da TV Norte Amazonas entre 2007 e 2021 | [ 585 ]         |
| 8 de julho      | Renata Pallottini           | 90    | Dramaturga e poetisa. Na televisão, foi colaboradora das séries Malu Mulher, Joana e Vila Sésamo | [ 586 ]         |
| 10 de julho     | Pedro Santos                | 62    | Apresentador e radialista. Na televisão, apresentou entre 2003 e 2021 o programa independente Canta Cidade, exibido pela RIC Maringá | [ 587 ]         |
| 27 de julho     | Orlando Drummond            | 101   | Ator e dublador. Trabalhos notáveis incluem Balança Mas Não Cai, Chico Anysio Show, Escolinha do Professor Raimundo e Zorra Total | [ 588 ]         |
| 30 de julho     | Mário Monjardim             | 86    | Ator e dublador. Trabalhos notáveis incluem Carga Pesada, Chico Anysio Show e Os Trapalhões | [ 589 ]         |
| 11 de agosto    | Paulo José                  | 84    | Ator e diretor. Trabalhos notáveis incluem Véu de Noiva, Shazam, Xerife & Cia., Carga Pesada, O Tempo e o Vento, Roda de Fogo, Explode Coração, Por Amor, Morde & Assopra e Em Família | [ 590 ]         |
| 12 de agosto    | Tarcísio Meira              | 85    | Ator. Trabalhos notáveis incluem 2-5499 Ocupado, A Deusa Vencida, Sangue e Areia, Irmãos Coragem, O Semideus, Escalada, Guerra dos Sexos, O Tempo e o Vento, Grande Sertão: Veredas, Roda de Fogo, Tarcísio & Glória, De Corpo e Alma, Pátria Minha, O Rei do Gado, Torre de Babel, A Muralha, O Beijo do Vampiro, Páginas da Vida, A Favorita e Saramandaia. | [ 591 ]         |
| 21 de agosto    | Adailton Cunha              | —     | Cronista esportivo. Foi repórter e locutor esportivo da RBA TV, além de ter apresentado o esportivo Camisa 13 | [ 592 ]         |
| 2 de setembro   | Célio Moreira               | 89    | Locutor. Trabalhos notáveis incluem Jornal de Vanguarda e Fantástico | [ 593 ]         |
| 3 de setembro   | Sérgio Mamberti             | 82    | Ator e diretor. Trabalhos notáveis incluem Os Deuses Estão Mortos, Dinheiro Vivo, Dona Beija, Vale Tudo, Castelo Rá-Tim-Bum, Estrela-Guia e Flor do Caribe | [ 594 ]         |
| 5 de setembro   | João Sayad                  | 75    | Economista. Foi presidente da Fundação Padre Anchieta, mantenedora da TV Cultura, entre 2010 e 2012 | [ 595 ]         |
| 11 de setembro  | Luiz Carlos Araújo          | 42    | Ator. Seu único trabalho na televisão foi na telenovela Carinha de Anjo | [ 596 ]         |
| 14 de setembro  | Magno Bacelar               | 83    | Político e empresário. Fundou e presidiu a TV Difusora de São Luís, Maranhão, entre 1963 e 1987 | [ 597 ]         |
| 17 de setembro  | José Amâncio                | 68    | Diretor. Passou por Rede Globo, RecordTV e Band | [ 598 ]         |
| 19 de setembro  | Luis Gustavo                | 87    | Ator hispano-brasileiro. Trabalhos notáveis incluem TV de Vanguarda, Beto Rockfeller, Anjo Mau, Elas por Elas, Mário Fofoca, Ti Ti Ti, O Salvador da Pátria, Confissões de Adolescente, Sai de Baixo e Começar de Novo | [ 599 ]         |
| 19 de setembro  | Roberto Petri               | 85    | Jornalista. Foi apresentador do Mesa Redonda na TV Gazeta, durante a década de 1970 | [ 600 ]         |
| 21 de setembro  | Marina Miranda              | 90    | Atriz. Trabalhos notáveis incluem Balança Mas Não Cai, Os Trapalhões, Escolinha do Professor Raimundo e Prova de Amor | [ 601 ]         |
| 1.º de outubro  | Jorge Cerruti               | 77    | Ator, diretor e dublador. Participou de diversas obras produzidas pela TV Cultura, SBT e Rede Globo | [ 602 ]         |
| 3 de outubro    | Caike Luna                  | 41    | Ator e humorista. Trabalhos notáveis incluem Zorra Total, Treme Treme e Xilindró | [ 603 ]         |
| 8 de outubro    | Nani                        | 70    | Cartunista e roteirista. Na televisão, escreveu os roteiros de programas como Chico Total, Escolinha do Professor Raimundo, Casseta & Planeta, Urgente!, Sai de Baixo e Zorra Total | [ 604 ]         |
| 26 de outubro   | Gilberto Braga              | 75    | Autor. Trabalhos notáveis incluem Escrava Isaura, Dancin' Days, Corpo a Corpo, Anos Dourados, Vale Tudo, Anos Rebeldes, Força de um Desejo, Celebridade e Paraíso Tropical | [ 605 ]         |
| 4 de novembro   | Josy Oliveira               | 43    | Modelo. Na televisão, foi participante do reality show Big Brother Brasil 9 | [ 606 ]         |
| 7 de novembro   | Sicupira                    | 77    | Ex-futebolista e cronista esportivo. Na televisão, foi comentarista do Mesa Redonda, Balanço Esportivo e Tempo Extra na CNT | [ 607 ]         |
| 11 de novembro  | Cristiana Lôbo              | 64    | Jornalista. Foi apresentadora do Fatos e Versões, comentarista de política do Jornal das Dez e do Papo de Política na GloboNews e do Hora Um da Notícia na Rede Globo | [ 608 ]         |
| 11 de novembro  | Luiz de França Leite        | 72    | Empresário e engenheiro. Trabalhou para o DETELPE e foi fundador do Grupo Nordeste de Comunicação, responsável pela TV Asa Branca (1991-2021) | [ 609 ]         |
| 20 de novembro  | Elizandro Oliveira          | 42    | Jornalista. Foi gerente de jornalismo e apresentador do GRTV na TV Grande Rio e diretor de jornalismo da Rede Amazônica em Macapá e Manaus | [ 610 ]         |
| 29 de novembro  | Jairo Lourenço              | 60    | Ator. Trabalhos notáveis incluem Vale Tudo, Mãe de Santo, O Dono do Mundo e Força de um Desejo | [ 611 ]         |
| 1.º de dezembro | Noemi Gerbelli              | 68    | Atriz. Trabalhos notáveis incluem Braço de Ferro, Vila Maluca, Carrossel e Patrulha Salvadora | [ 612 ]         |
| 6 de dezembro   | Mila Moreira                | 72    | Atriz e modelo. Trabalhos notáveis incluem Marron Glacê, Elas por Elas, Sabor de Mel, Mania de Querer, Ciranda de Pedra e Ti Ti Ti | [ 613 ]         |
| 10 de dezembro  | Samir Abou Hana             | 79    | Jornalista e empresário. Na televisão, teve passagens pela TV Universitária, Rede Estação e TV Nova | [ 614 ]         |